# Lista de tribunais de Portugal
Esta é uma lista de tribunais de Portugal na óptica de instituições "que têm o poder de julgar disputas legais", e que como tal se encontram registados na Wikidata (Q41487), não sendo portanto a lista exaustiva dos tribunais existentes em Portugal.
De acordo com a Constituição da República Portuguesa vigente, designadamente  no artigo Artigo 202.º, "os tribunais são os órgãos de soberania com competência para administrar a justiça em nome do povo" e que "incumbe aos tribunais assegurar a defesa dos direitos e interesses legalmente protegidos dos cidadãos, reprimir a violação da legalidade democrática e dirimir os conflitos de interesses públicos e privados."
Existem casos em que no edifício judicial (Q1137809, na Wikidata) apenas funciona ou está sedeado um tribunal, e nestes casos a ficha (elemento/artigo/objecto) Wikidata tem ambas as classificações, como instituição (Q41487) e como edifício (Q1137809).
Esta lista está ordenada por ordem alfabética da designação do tribunal referido. Na primeira coluna, a designação do tribunal em itálico significa que não existe artigo na Wikipédia (ou que não está associado à ficha Wikidata) sobre esse tribunal, existindo apenas a ficha Wikidata.
| Designação                                                        | Imagem | Parte de                                                                         | Localizado na freguesia de                                                | Município de                                     | Coordenadas Geográficas      |
| ----------------------------------------------------------------- | ------ | -------------------------------------------------------------------------------- | ------------------------------------------------------------------------- | ------------------------------------------------ | ---------------------------- |
| Juízo Central Criminal de Almada                                  |        | Tribunal Judicial da Comarca de Lisboa                                           | Almada, Cova da Piedade, Pragal e Cacilhas                                | Almada                                           | 38° 40′ 14″ N, 9° 10′ 10″ O  |
| Juízo Central Criminal de Aveiro                                  |        | Tribunal Judicial da Comarca de Aveiro                                           | Glória e Vera Cruz                                                        | Aveiro                                           | 40° 38′ 20″ N, 8° 39′ 14″ O  |
| Juízo Central Criminal de Braga                                   |        | Tribunal Judicial da Comarca de Braga                                            | Braga (São Vítor)                                                         | Braga                                            | 41° 32′ 55″ N, 8° 24′ 45″ O  |
| Juízo Central Criminal de Cascais                                 |        | Tribunal Judicial da Comarca de Lisboa Oeste                                     | Cascais e Estoril                                                         | Cascais                                          | 38° 42′ 04″ N, 9° 25′ 40″ O  |
| Juízo Central Criminal de Castelo Branco                          |        | Tribunal Judicial da Comarca de Castelo Branco                                   | Castelo Branco                                                            | Castelo Branco                                   | 39° 49′ 26″ N, 7° 29′ 34″ O  |
| Juízo Central Criminal de Coimbra                                 |        | Tribunal Judicial da Comarca de Coimbra                                          | Coimbra (Sé Nova, Santa Cruz, Almedina e São Bartolomeu)                  | Coimbra                                          | 40° 12′ 52″ N, 8° 25′ 55″ O  |
| Juízo Central Criminal de Faro                                    |        | Tribunal Judicial da Comarca de Faro                                             | Faro (Sé e São Pedro)                                                     | Faro                                             |                              |
| Juízo Central Criminal de Guimarães                               |        | Tribunal Judicial da Comarca de Braga                                            | Creixomil                                                                 | Guimarães                                        | 41° 26′ 15″ N, 8° 18′ 57″ O  |
| Juízo Central Criminal de Leiria                                  |        | Tribunal Judicial da Comarca de Leiria                                           | Leiria, Pousos, Barreira e Cortes                                         | Leiria                                           | 39° 44′ 26″ N, 8° 48′ 34″ O  |
| Juízo Central Criminal de Lisboa                                  |        | Tribunal Judicial da Comarca de Lisboa Campus de Justiça de Lisboa               | Parque das Nações                                                         | Lisboa                                           | 38° 46′ 22″ N, 9° 05′ 49″ O  |
| Juízo Central Criminal de Loures                                  |        | Tribunal Judicial da Comarca de Lisboa Norte                                     | Loures                                                                    | Loures                                           | 38° 49′ 33″ N, 9° 09′ 47″ O  |
| Juízo Central Criminal de Penafiel                                |        | Tribunal Judicial da Comarca do Porto Este                                       | Penafiel                                                                  | Penafiel                                         | 41° 12′ 07″ N, 8° 17′ 18″ O  |
| Juízo Central Criminal de Portimão                                |        | Tribunal Judicial da Comarca de Faro                                             | Portimão                                                                  | Portimão                                         | 37° 08′ 01″ N, 8° 32′ 17″ O  |
| Juízo Central Criminal de Santa Maria da Feira                    |        | Tribunal Judicial da Comarca de Aveiro                                           | Santa Maria da Feira, Travanca, Sanfins e Espargo                         | Santa Maria da Feira                             | 40° 55′ 44″ N, 8° 32′ 47″ O  |
| Juízo Central Criminal de Santarém                                |        | Tribunal Judicial da Comarca de Santarém                                         | União de Freguesias da cidade de Santarém                                 | Santarém                                         | 39° 14′ 15″ N, 8° 41′ 15″ O  |
| Juízo Central Criminal de Setúbal                                 |        | Tribunal Judicial da Comarca de Setúbal                                          | Setúbal (São Julião, Nossa Senhora da Anunciada e Santa Maria da Graça)   | Setúbal                                          | 38° 31′ 19″ N, 8° 53′ 32″ O  |
| Juízo Central Criminal de Sintra                                  |        | Tribunal Judicial da Comarca de Lisboa Oeste                                     | Sintra (Santa Maria e São Miguel, São Martinho e São Pedro de Penaferrim) | Sintra                                           | 38° 48′ 19″ N, 9° 22′ 14″ O  |
| Juízo Central Criminal de Viana do Castelo                        |        | Tribunal Judicial da Comarca de Viana do Castelo                                 | Viana do Castelo (Santa Maria Maior e Monserrate) e Meadela               | Viana do Castelo                                 | 41° 41′ 39″ N, 8° 49′ 50″ O  |
| Juízo Central Criminal de Vila Nova de Gaia                       |        | Tribunal Judicial da Comarca do Porto                                            | Santa Marinha e São Pedro da Afurada                                      | Vila Nova de Gaia                                | 41° 07′ 45″ N, 8° 36′ 37″ O  |
| Juízo Central Criminal de Vila Real                               |        | Tribunal Judicial da Comarca de Vila Real                                        | Vila Real                                                                 | Vila Real                                        | 41° 17′ 52″ N, 7° 44′ 45″ O  |
| Juízo Central Criminal de Vila do Conde                           |        | Tribunal Judicial da Comarca do Porto                                            | Matosinhos e Leça da Palmeira                                             | Matosinhos                                       | 41° 11′ 04″ N, 8° 40′ 38″ O  |
| Juízo Central Criminal de Viseu                                   |        | Tribunal Judicial da Comarca de Viseu                                            | Viseu                                                                     | Viseu                                            | 40° 39′ 59″ N, 7° 55′ 04″ O  |
| Juízo Central Criminal do Funchal                                 |        | Tribunal Judicial da Comarca da Madeira                                          | Sé                                                                        | Funchal                                          | 32° 38′ 51″ N, 16° 54′ 56″ O |
| Juízo Central Criminal do Porto                                   |        | Tribunal Judicial da Comarca do Porto                                            | Cedofeita, Santo Ildefonso, Sé, Miragaia, São Nicolau e Vitória           | Porto                                            | 41° 08′ 31″ N, 8° 37′ 03″ O  |
| Juízo Central Cível da Póvoa de Varzim                            |        | Tribunal Judicial da Comarca do Porto                                            | Póvoa de Varzim, Beiriz e Argivai                                         | Póvoa de Varzim                                  | 41° 22′ 59″ N, 8° 45′ 37″ O  |
| Juízo Central Cível de Almada                                     |        | Tribunal Judicial da Comarca de Lisboa                                           | Almada, Cova da Piedade, Pragal e Cacilhas                                | Almada                                           | 38° 40′ 14″ N, 9° 10′ 10″ O  |
| Juízo Central Cível de Aveiro                                     |        | Tribunal Judicial da Comarca de Aveiro                                           | Glória e Vera Cruz                                                        | Aveiro                                           | 40° 38′ 20″ N, 8° 39′ 14″ O  |
| Juízo Central Cível de Braga                                      |        | Tribunal Judicial da Comarca de Braga                                            | Braga (São Vítor)                                                         | Braga                                            | 41° 32′ 55″ N, 8° 24′ 45″ O  |
| Juízo Central Cível de Cascais                                    |        | Tribunal Judicial da Comarca de Lisboa Oeste                                     | Cascais e Estoril                                                         | Cascais                                          | 38° 42′ 04″ N, 9° 25′ 40″ O  |
| Juízo Central Cível de Castelo Branco                             |        | Tribunal Judicial da Comarca de Castelo Branco                                   | Castelo Branco                                                            | Castelo Branco                                   | 39° 49′ 26″ N, 7° 29′ 34″ O  |
| Juízo Central Cível de Coimbra                                    |        | Tribunal Judicial da Comarca de Coimbra                                          | Coimbra (Sé Nova, Santa Cruz, Almedina e São Bartolomeu)                  | Coimbra                                          | 40° 12′ 46″ N, 8° 25′ 54″ O  |
| Juízo Central Cível de Faro                                       |        | Tribunal Judicial da Comarca de Faro                                             | Faro (Sé e São Pedro)                                                     | Faro                                             | 37° 01′ 01″ N, 7° 55′ 33″ O  |
| Juízo Central Cível de Guimarães                                  |        | Tribunal Judicial da Comarca de Braga                                            | Creixomil                                                                 | Guimarães                                        | 41° 26′ 15″ N, 8° 18′ 57″ O  |
| Juízo Central Cível de Leiria                                     |        | Tribunal Judicial da Comarca de Leiria                                           | Leiria, Pousos, Barreira e Cortes                                         | Leiria                                           | 39° 44′ 32″ N, 8° 48′ 14″ O  |
| Juízo Central Cível de Lisboa                                     |        | Tribunal Judicial da Comarca de Lisboa                                           | Campolide                                                                 | Lisboa                                           | 38° 43′ 57″ N, 9° 09′ 27″ O  |
| Juízo Central Cível de Loures                                     |        | Tribunal Judicial da Comarca de Lisboa Norte                                     | Loures                                                                    | Loures                                           | 38° 49′ 33″ N, 9° 09′ 47″ O  |
| Juízo Central Cível de Penafiel                                   |        | Tribunal Judicial da Comarca do Porto Este                                       | Penafiel                                                                  | Penafiel                                         | 41° 12′ 07″ N, 8° 17′ 18″ O  |
| Juízo Central Cível de Portimão                                   |        | Tribunal Judicial da Comarca de Faro                                             | Portimão                                                                  | Portimão                                         | 37° 08′ 01″ N, 8° 32′ 17″ O  |
| Juízo Central Cível de Santa Maria da Feira                       |        | Tribunal Judicial da Comarca de Aveiro                                           | Santa Maria da Feira, Travanca, Sanfins e Espargo                         | Santa Maria da Feira                             | 40° 55′ 44″ N, 8° 32′ 47″ O  |
| Juízo Central Cível de Santarém                                   |        | Tribunal Judicial da Comarca de Santarém                                         | União de Freguesias da cidade de Santarém                                 | Santarém                                         | 39° 14′ 20″ N, 8° 41′ 09″ O  |
| Juízo Central Cível de Setúbal                                    |        | Tribunal Judicial da Comarca de Setúbal                                          | Setúbal (São Julião, Nossa Senhora da Anunciada e Santa Maria da Graça)   | Setúbal                                          | 38° 31′ 19″ N, 8° 53′ 32″ O  |
| Juízo Central Cível de Sintra                                     |        | Tribunal Judicial da Comarca de Lisboa Oeste                                     | Sintra (Santa Maria e São Miguel, São Martinho e São Pedro de Penaferrim) | Sintra                                           | 38° 48′ 19″ N, 9° 22′ 14″ O  |
| Juízo Central Cível de Viana do Castelo                           |        | Tribunal Judicial da Comarca de Viana do Castelo                                 | Viana do Castelo (Santa Maria Maior e Monserrate) e Meadela               | Viana do Castelo                                 | 41° 41′ 47″ N, 8° 49′ 28″ O  |
| Juízo Central Cível de Vila Nova de Gaia                          |        | Tribunal Judicial da Comarca do Porto                                            | Santa Marinha e São Pedro da Afurada                                      | Vila Nova de Gaia                                | 41° 07′ 45″ N, 8° 36′ 37″ O  |
| Juízo Central Cível de Vila Real                                  |        | Tribunal Judicial da Comarca de Vila Real                                        | Vila Real                                                                 | Vila Real                                        | 41° 18′ 02″ N, 7° 44′ 28″ O  |
| Juízo Central Cível de Viseu                                      |        | Tribunal Judicial da Comarca de Viseu                                            | Viseu                                                                     | Viseu                                            | 40° 39′ 59″ N, 7° 55′ 04″ O  |
| Juízo Central Cível do Funchal                                    |        | Tribunal Judicial da Comarca da Madeira                                          | Sé                                                                        | Funchal                                          | 32° 38′ 51″ N, 16° 54′ 56″ O |
| Juízo Central Cível do Porto                                      |        | Tribunal Judicial da Comarca do Porto                                            | Cedofeita, Santo Ildefonso, Sé, Miragaia, São Nicolau e Vitória           | Porto                                            | 41° 08′ 43″ N, 8° 37′ 04″ O  |
| Juízo Central Cível e Criminal da Guarda                          |        | Tribunal Judicial da Comarca da Guarda                                           | Guarda                                                                    | Guarda                                           | 40° 32′ 12″ N, 7° 15′ 58″ O  |
| Juízo Central Cível e Criminal de Angra do Heroísmo               |        | Tribunal Judicial da Comarca dos Açores                                          | Angra (Nossa Senhora da Conceição)                                        | Angra do Heroísmo                                | 38° 39′ 22″ N, 27° 12′ 50″ O |
| Juízo Central Cível e Criminal de Beja                            |        | Tribunal Judicial da Comarca de Beja                                             | Beja (Santiago Maior e São João Baptista)                                 | Beja                                             | 38° 00′ 50″ N, 7° 51′ 40″ O  |
| Juízo Central Cível e Criminal de Bragança                        |        | Tribunal Judicial da Comarca de Bragança                                         | Sé, Santa Maria e Meixedo                                                 | Bragança                                         | 41° 48′ 27″ N, 6° 45′ 33″ O  |
| Juízo Central Cível e Criminal de Ponta Delgada                   |        | Tribunal Judicial da Comarca dos Açores                                          | Ponta Delgada (São José)                                                  | Ponta Delgada                                    | 37° 44′ 22″ N, 25° 40′ 16″ O |
| Juízo Central Cível e Criminal de Portalegre                      |        | Tribunal Judicial da Comarca de Portalegre                                       | Sé e São Lourenço                                                         | Portalegre                                       |                              |
| Juízo Central Cível e Criminal de Évora                           |        | Tribunal Judicial da Comarca de Évora                                            | Évora (São Mamede, Sé, São Pedro e Santo Antão)                           | Évora                                            | 38° 34′ 15″ N, 7° 54′ 20″ O  |
| Juízo Competência Genérica da Praia da Vitória                    |        | Tribunal Judicial da Comarca dos Açores                                          | Santa Cruz                                                                | Praia da Vitória                                 | 38° 43′ 48″ N, 27° 03′ 56″ O |
| Juízo Local Criminal da Amadora                                   |        | Tribunal Judicial da Comarca de Lisboa Oeste                                     | Alfragide                                                                 | Amadora                                          | 38° 44′ 21″ N, 9° 13′ 32″ O  |
| Juízo Local Criminal da Covilhã                                   |        | Tribunal Judicial da Comarca de Castelo Branco                                   | Covilhã e Canhoso                                                         | Covilhã                                          | 40° 16′ 37″ N, 7° 29′ 53″ O  |
| Juízo Local Criminal da Figueira da Foz                           |        | Tribunal Judicial da Comarca de Coimbra                                          | Buarcos e São Julião                                                      | Figueira da Foz                                  | 40° 08′ 58″ N, 8° 51′ 38″ O  |
| Juízo Local Criminal da Guarda                                    |        | Tribunal Judicial da Comarca da Guarda                                           | Guarda                                                                    | Guarda                                           | 40° 32′ 12″ N, 7° 15′ 58″ O  |
| Juízo Local Criminal da Maia                                      |        | Tribunal Judicial da Comarca do Porto                                            | Cidade da Maia                                                            | Maia                                             | 41° 14′ 06″ N, 8° 37′ 23″ O  |
| Juízo Local Criminal da Ribeira Grande                            |        | Tribunal Judicial da Comarca dos Açores                                          | Ribeira Grande (Matriz)                                                   | Ribeira Grande                                   | 37° 49′ 08″ N, 25° 31′ 01″ O |
| Juízo Local Criminal de Abrantes                                  |        | Tribunal Judicial da Comarca de Santarém                                         | Abrantes (São Vicente e São João) e Alferrarede                           | Abrantes                                         | 39° 27′ 34″ N, 8° 11′ 59″ O  |
| Juízo Local Criminal de Albufeira                                 |        | Tribunal Judicial da Comarca de Faro                                             | Albufeira e Olhos de Água                                                 | Albufeira                                        | 37° 05′ 25″ N, 8° 14′ 42″ O  |
| Juízo Local Criminal de Alcobaça                                  |        | Tribunal Judicial da Comarca de Leiria                                           | Alcobaça e Vestiaria                                                      | Alcobaça                                         | 39° 33′ 08″ N, 8° 58′ 29″ O  |
| Juízo Local Criminal de Alenquer                                  |        | Tribunal Judicial da Comarca de Lisboa Norte                                     | Alenquer (Santo Estêvão e Triana)                                         | Alenquer                                         | 39° 03′ 03″ N, 9° 00′ 16″ O  |
| Juízo Local Criminal de Almada                                    |        | Tribunal Judicial da Comarca de Lisboa                                           | Almada, Cova da Piedade, Pragal e Cacilhas                                | Almada                                           | 38° 40′ 14″ N, 9° 10′ 10″ O  |
| Juízo Local Criminal de Amarante                                  |        | Tribunal Judicial da Comarca do Porto Este                                       | Amarante (São Gonçalo), Madalena, Cepelos e Gatão                         | Amarante                                         | 41° 16′ 15″ N, 8° 04′ 36″ O  |
| Juízo Local Criminal de Angra do Heroísmo                         |        | Tribunal Judicial da Comarca dos Açores                                          | Angra (Nossa Senhora da Conceição)                                        | Angra do Heroísmo                                | 38° 39′ 22″ N, 27° 12′ 50″ O |
| Juízo Local Criminal de Aveiro                                    |        | Tribunal Judicial da Comarca de Aveiro                                           | Glória e Vera Cruz                                                        | Aveiro                                           | 40° 38′ 20″ N, 8° 39′ 14″ O  |
| Juízo Local Criminal de Barcelos                                  |        | Tribunal Judicial da Comarca de Braga                                            | Barcelos, Vila Boa e Vila Frescainha (São Martinho e São Pedro)           | Barcelos                                         | 41° 31′ 49″ N, 8° 37′ 03″ O  |
| Juízo Local Criminal de Beja                                      |        | Tribunal Judicial da Comarca de Beja                                             | Beja (Santiago Maior e São João Baptista)                                 | Beja                                             | 38° 00′ 50″ N, 7° 51′ 40″ O  |
| Juízo Local Criminal de Benavente                                 |        | Tribunal Judicial da Comarca de Santarém                                         | Benavente                                                                 | Benavente                                        | 38° 58′ 42″ N, 8° 48′ 23″ O  |
| Juízo Local Criminal de Braga                                     |        | Tribunal Judicial da Comarca de Braga                                            | Braga (São Vítor)                                                         | Braga                                            | 41° 32′ 55″ N, 8° 24′ 45″ O  |
| Juízo Local Criminal de Bragança                                  |        | Tribunal Judicial da Comarca de Bragança                                         | Sé, Santa Maria e Meixedo                                                 | Bragança                                         | 41° 48′ 27″ N, 6° 45′ 33″ O  |
| Juízo Local Criminal de Caldas da Rainha                          |        | Tribunal Judicial da Comarca de Leiria                                           | Caldas da Rainha - Nossa Senhora do Pópulo, Coto e São Gregório           | Caldas da Rainha                                 | 39° 24′ 26″ N, 9° 08′ 11″ O  |
| Juízo Local Criminal de Cantanhede                                |        | Tribunal Judicial da Comarca de Coimbra                                          | Cantanhede e Pocariça                                                     | Cantanhede                                       | 40° 20′ 48″ N, 8° 35′ 22″ O  |
| Juízo Local Criminal de Cascais                                   |        | Tribunal Judicial da Comarca de Lisboa Oeste                                     | Cascais e Estoril                                                         | Cascais                                          | 38° 42′ 04″ N, 9° 25′ 40″ O  |
| Juízo Local Criminal de Castelo Branco                            |        | Tribunal Judicial da Comarca de Castelo Branco                                   | Castelo Branco                                                            | Castelo Branco                                   | 39° 49′ 26″ N, 7° 29′ 34″ O  |
| Juízo Local Criminal de Chaves                                    |        | Tribunal Judicial da Comarca de Vila Real                                        | Santa Maria Maior                                                         | Chaves                                           | 41° 44′ 22″ N, 7° 28′ 04″ O  |
| Juízo Local Criminal de Coimbra                                   |        | Tribunal Judicial da Comarca de Coimbra                                          | Coimbra (Sé Nova, Santa Cruz, Almedina e São Bartolomeu)                  | Coimbra                                          | 40° 12′ 52″ N, 8° 25′ 55″ O  |
| Juízo Local Criminal de Elvas                                     |        | Tribunal Judicial da Comarca de Portalegre                                       | Assunção, Ajuda, Salvador e Santo Ildefonso                               | Elvas                                            | 38° 52′ 36″ N, 7° 10′ 09″ O  |
| Juízo Local Criminal de Fafe                                      |        | Tribunal Judicial da Comarca de Braga                                            | Fafe                                                                      | Fafe                                             | 41° 27′ 02″ N, 8° 10′ 08″ O  |
| Juízo Local Criminal de Faro                                      |        | Tribunal Judicial da Comarca de Faro                                             | Faro (Sé e São Pedro)                                                     | Faro                                             | 37° 01′ 02″ N, 7° 55′ 44″ O  |
| Juízo Local Criminal de Felgueiras                                |        | Tribunal Judicial da Comarca do Porto Este                                       | Felgueiras e Feirão                                                       | Resende                                          | 41° 21′ 56″ N, 8° 11′ 57″ O  |
| Juízo Local Criminal de Gondomar                                  |        | Tribunal Judicial da Comarca do Porto                                            | Gondomar (São Cosme), Valbom e Jovim                                      | Gondomar                                         | 41° 08′ 26″ N, 8° 32′ 13″ O  |
| Juízo Local Criminal de Grândola                                  |        | Tribunal Judicial da Comarca de Setúbal                                          | Grândola e Santa Margarida da Serra                                       | Grândola                                         | 38° 10′ 43″ N, 8° 33′ 41″ O  |
| Juízo Local Criminal de Guimarães                                 |        |                                                                                  | Oliveira, São Paio e São Sebastião                                        | Guimarães                                        | 41° 26′ 40″ N, 8° 17′ 26″ O  |
| Juízo Local Criminal de Guimarães                                 |        | Tribunal Judicial da Comarca de Braga                                            | Oliveira, São Paio e São Sebastião                                        | Guimarães                                        | 41° 26′ 40″ N, 8° 17′ 26″ O  |
| Juízo Local Criminal de Lamego                                    |        | Tribunal Judicial da Comarca de Viseu                                            | Lamego (Almacave e Sé)                                                    | Lamego                                           | 41° 05′ 53″ N, 7° 48′ 24″ O  |
| Juízo Local Criminal de Leiria                                    |        | Tribunal Judicial da Comarca de Leiria                                           | Leiria, Pousos, Barreira e Cortes                                         | Leiria                                           | 39° 44′ 26″ N, 8° 48′ 34″ O  |
| Juízo Local Criminal de Lisboa                                    |        | Tribunal Judicial da Comarca de Lisboa                                           | Parque das Nações                                                         | Lisboa                                           | 38° 46′ 24″ N, 9° 05′ 48″ O  |
| Juízo Local Criminal de Loulé                                     |        | Tribunal Judicial da Comarca de Faro                                             | Loulé (São Clemente)                                                      | Loulé                                            | 37° 08′ 18″ N, 8° 01′ 03″ O  |
| Juízo Local Criminal de Loures                                    |        | Tribunal Judicial da Comarca de Lisboa Norte                                     | Loures                                                                    | Loures                                           | 38° 49′ 33″ N, 9° 09′ 47″ O  |
| Juízo Local Criminal de Lousada                                   |        | Tribunal Judicial da Comarca do Porto Este                                       | Cernadelo e Lousada (São Miguel e Santa Margarida)                        | Lousada                                          | 41° 16′ 40″ N, 8° 16′ 55″ O  |
| Juízo Local Criminal de Mafra                                     |        | Tribunal Judicial da Comarca de Lisboa Oeste                                     | Mafra                                                                     | Mafra                                            | 38° 56′ 22″ N, 9° 19′ 41″ O  |
| Juízo Local Criminal de Marco de Canaveses                        |        | Tribunal Judicial da Comarca do Porto Este                                       | Marco                                                                     | Marco de Canaveses                               | 41° 11′ 02″ N, 8° 08′ 58″ O  |
| Juízo Local Criminal de Matosinhos                                |        | Tribunal Judicial da Comarca do Porto                                            | Matosinhos e Leça da Palmeira                                             | Matosinhos                                       | 41° 11′ 04″ N, 8° 40′ 38″ O  |
| Juízo Local Criminal de Oeiras                                    |        | Tribunal Judicial da Comarca de Lisboa Oeste                                     | Oeiras e São Julião da Barra, Paço de Arcos e Caxias                      | Oeiras                                           | 38° 41′ 03″ N, 9° 19′ 07″ O  |
| Juízo Local Criminal de Oliveira de Azeméis                       |        | Tribunal Judicial da Comarca de Aveiro                                           | Oliveira de Azeméis, Santiago da Riba-Ul, Ul, Macinhata da Seixa e Madail | Oliveira de Azeméis                              | 40° 50′ 20″ N, 8° 28′ 38″ O  |
| Juízo Local Criminal de Ourém                                     |        | Tribunal Judicial da Comarca de Santarém                                         | Nossa Senhora da Piedade                                                  | Ourém                                            | 39° 39′ 26″ N, 8° 34′ 46″ O  |
| Juízo Local Criminal de Ovar                                      |        | Tribunal Judicial da Comarca de Aveiro                                           | Ovar, São João, Arada e São Vicente de Pereira Jusã                       | Ovar                                             | 40° 51′ 35″ N, 8° 37′ 27″ O  |
| Juízo Local Criminal de Paredes                                   |        | Tribunal Judicial da Comarca do Porto Este                                       | Paredes                                                                   | Paredes                                          | 41° 12′ 26″ N, 8° 19′ 57″ O  |
| Juízo Local Criminal de Paços de Ferreira                         |        | Tribunal Judicial da Comarca do Porto Este                                       | Paços de Ferreira                                                         | Paços de Ferreira                                | 41° 16′ 35″ N, 8° 22′ 35″ O  |
| Juízo Local Criminal de Penafiel                                  |        | Tribunal Judicial da Comarca do Porto Este                                       | Penafiel                                                                  | Penafiel                                         | 41° 12′ 07″ N, 8° 17′ 18″ O  |
| Juízo Local Criminal de Pombal                                    |        | Tribunal Judicial da Comarca de Leiria                                           | Pombal                                                                    | Pombal                                           | 39° 54′ 58″ N, 8° 37′ 38″ O  |
| Juízo Local Criminal de Ponta Delgada                             |        | Tribunal Judicial da Comarca dos Açores                                          | Ponta Delgada (São José)                                                  | Ponta Delgada                                    | 37° 44′ 22″ N, 25° 40′ 16″ O |
| Juízo Local Criminal de Ponte da Barca                            |        | Tribunal Judicial da Comarca de Viana do Castelo                                 | Ponte da Barca, Vila Nova de Muía e Paço Vedro de Magalhães               | Ponte da Barca                                   | 41° 48′ 27″ N, 8° 24′ 54″ O  |
| Juízo Local Criminal de Portalegre                                |        | Tribunal Judicial da Comarca de Portalegre                                       |                                                                           |                                                  |                              |
| Juízo Local Criminal de Portimão                                  |        | Tribunal Judicial da Comarca de Faro                                             | Portimão                                                                  | Portimão                                         | 37° 08′ 01″ N, 8° 32′ 17″ O  |
| Juízo Local Criminal de Porto de Mós                              |        | Tribunal Judicial da Comarca de Leiria                                           | Porto de Mós - São João Baptista e São Pedro                              | Porto de Mós                                     | 39° 36′ 07″ N, 8° 49′ 01″ O  |
| Juízo Local Criminal de Santa Maria da Feira                      |        | Tribunal Judicial da Comarca de Aveiro                                           | Santa Maria da Feira, Travanca, Sanfins e Espargo                         | Santa Maria da Feira                             | 40° 55′ 44″ N, 8° 32′ 47″ O  |
| Juízo Local Criminal de Santarém                                  |        | Tribunal Judicial da Comarca de Santarém                                         | União de Freguesias da cidade de Santarém                                 | Santarém                                         | 39° 14′ 15″ N, 8° 41′ 15″ O  |
| Juízo Local Criminal de Santiago do Cacém                         |        | Tribunal Judicial da Comarca de Setúbal                                          | Santiago do Cacém, Santa Cruz e São Bartolomeu da Serra                   | Santiago do Cacém                                |                              |
| Juízo Local Criminal de Setúbal                                   |        | Tribunal Judicial da Comarca de Setúbal                                          | Setúbal (São Julião, Nossa Senhora da Anunciada e Santa Maria da Graça)   | Setúbal                                          | 38° 31′ 19″ N, 8° 53′ 32″ O  |
| Juízo Local Criminal de Sintra                                    |        | Tribunal Judicial da Comarca de Lisboa Oeste                                     | Sintra (Santa Maria e São Miguel, São Martinho e São Pedro de Penaferrim) | Sintra                                           | 38° 48′ 19″ N, 9° 22′ 14″ O  |
| Juízo Local Criminal de Tomar                                     |        | Tribunal Judicial da Comarca de Santarém                                         | Tomar (São João Baptista) e Santa Maria dos Olivais                       | Tomar                                            | 39° 36′ 03″ N, 8° 24′ 50″ O  |
| Juízo Local Criminal de Torres Novas                              |        | Tribunal Judicial da Comarca de Santarém Tribunal Judicial de Torres Novas       | Torres Novas (Santa Maria, Salvador e Santiago)                           | Torres Novas                                     | 39° 28′ 59″ N, 8° 32′ 21″ O  |
| Juízo Local Criminal de Torres Vedras                             |        | Tribunal Judicial da Comarca de Lisboa Norte                                     | Santa Maria, São Pedro e Matacães                                         | Torres Vedras                                    | 39° 05′ 25″ N, 9° 15′ 42″ O  |
| Juízo Local Criminal de Valongo                                   |        | Tribunal Judicial da Comarca do Porto                                            | Valongo                                                                   | Valongo                                          | 41° 11′ 35″ N, 8° 29′ 42″ O  |
| Juízo Local Criminal de Viana do Castelo                          |        | Tribunal Judicial da Comarca de Viana do Castelo                                 | Viana do Castelo (Santa Maria Maior e Monserrate) e Meadela               | Viana do Castelo                                 | 41° 41′ 39″ N, 8° 49′ 50″ O  |
| Juízo Local Criminal de Vila Franca de Xira                       |        | Tribunal Judicial da Comarca de Lisboa Norte                                     | Vila Franca de Xira                                                       | Vila Franca de Xira                              | 38° 57′ 22″ N, 8° 59′ 20″ O  |
| Juízo Local Criminal de Vila Nova de Famalicão                    |        | Tribunal Judicial da Comarca de Braga                                            | Vila Nova de Famalicão e Calendário                                       | Vila Nova de Famalicão                           | 41° 25′ 09″ N, 8° 31′ 01″ O  |
| Juízo Local Criminal de Vila Nova de Gaia                         |        | Tribunal Judicial da Comarca do Porto                                            | Santa Marinha e São Pedro da Afurada                                      | Vila Nova de Gaia                                | 41° 07′ 45″ N, 8° 36′ 37″ O  |
| Juízo Local Criminal de Vila Real                                 |        | Tribunal Judicial da Comarca de Vila Real                                        | Vila Real                                                                 | Vila Real                                        | 41° 17′ 52″ N, 7° 44′ 45″ O  |
| Juízo Local Criminal de Vila Verde                                |        | Tribunal Judicial da Comarca de Braga                                            | Vila Verde e Barbudo                                                      | Vila Verde                                       | 41° 38′ 59″ N, 8° 26′ 11″ O  |
| Juízo Local Criminal de Vila do Conde                             |        | Tribunal Judicial da Comarca do Porto                                            | Vila do Conde                                                             | Vila do Conde                                    | 41° 21′ 09″ N, 8° 44′ 48″ O  |
| Juízo Local Criminal de Viseu                                     |        | Tribunal Judicial da Comarca de Viseu                                            | Viseu                                                                     | Viseu                                            | 40° 39′ 59″ N, 7° 55′ 04″ O  |
| Juízo Local Criminal de Águeda                                    |        | Tribunal Judicial da Comarca de Aveiro                                           | Águeda e Borralha                                                         | Águeda                                           | 40° 34′ 24″ N, 8° 26′ 45″ O  |
| Juízo Local Criminal de Évora                                     |        | Tribunal Judicial da Comarca de Évora                                            | Évora (São Mamede, Sé, São Pedro e Santo Antão)                           | Évora                                            | 38° 34′ 15″ N, 7° 54′ 20″ O  |
| Juízo Local Criminal do Barreiro                                  |        | Tribunal Judicial da Comarca de Lisboa                                           | Barreiro e Lavradio                                                       | Barreiro                                         | 38° 39′ 25″ N, 9° 04′ 01″ O  |
| Juízo Local Criminal do Funchal                                   |        | Tribunal Judicial da Comarca da Madeira                                          | São Pedro                                                                 | Funchal                                          | 32° 39′ 02″ N, 16° 54′ 32″ O |
| Juízo Local Criminal do Fundão                                    |        | Tribunal Judicial da Comarca de Castelo Branco                                   | Fundão, Valverde, Donas, Aldeia de Joanes e Aldeia Nova do Cabo           | Fundão                                           | 40° 08′ 21″ N, 7° 30′ 14″ O  |
| Juízo Local Criminal do Montijo                                   |        | Tribunal Judicial da Comarca de Lisboa                                           | Montijo e Afonsoeiro                                                      | Montijo                                          | 38° 42′ 37″ N, 8° 58′ 35″ O  |
| Juízo Local Criminal do Porto                                     |        | Tribunal Judicial da Comarca do Porto                                            | Cedofeita, Santo Ildefonso, Sé, Miragaia, São Nicolau e Vitória           | Porto                                            | 41° 09′ 02″ N, 8° 36′ 28″ O  |
| Juízo Local Criminal do Seixal                                    |        | Tribunal Judicial da Comarca de Lisboa                                           | Seixal, Arrentela e Aldeia de Paio Pires                                  | Seixal                                           | 38° 38′ 20″ N, 9° 06′ 06″ O  |
| Juízo Local Cível da Amadora                                      |        | Tribunal Judicial da Comarca de Lisboa Oeste                                     | Alfragide                                                                 | Amadora                                          | 38° 44′ 21″ N, 9° 13′ 32″ O  |
| Juízo Local Cível da Covilhã                                      |        | Tribunal Judicial da Comarca de Castelo Branco                                   | Covilhã e Canhoso                                                         | Covilhã                                          | 40° 16′ 37″ N, 7° 29′ 53″ O  |
| Juízo Local Cível da Figueira da Foz                              |        | Tribunal Judicial da Comarca de Coimbra                                          | Buarcos e São Julião                                                      | Figueira da Foz                                  | 40° 08′ 58″ N, 8° 51′ 38″ O  |
| Juízo Local Cível da Guarda                                       |        | Tribunal Judicial da Comarca da Guarda                                           | Guarda                                                                    | Guarda                                           | 40° 32′ 12″ N, 7° 15′ 58″ O  |
| Juízo Local Cível da Maia                                         |        | Tribunal Judicial da Comarca do Porto                                            | Cidade da Maia                                                            | Maia                                             | 41° 14′ 06″ N, 8° 37′ 23″ O  |
| Juízo Local Cível da Moita                                        |        | Tribunal Judicial da Comarca de Lisboa                                           | Moita                                                                     | Moita                                            | 38° 38′ 57″ N, 8° 59′ 20″ O  |
| Juízo Local Cível da Póvoa de Varzim                              |        | Tribunal Judicial da Comarca do Porto                                            | Póvoa de Varzim, Beiriz e Argivai                                         | Póvoa de Varzim                                  | 41° 22′ 59″ N, 8° 45′ 37″ O  |
| Juízo Local Cível da Ribeira Grande                               |        | Tribunal Judicial da Comarca dos Açores                                          | Ribeira Grande (Matriz)                                                   | Ribeira Grande                                   | 37° 49′ 08″ N, 25° 31′ 01″ O |
| Juízo Local Cível de Abrantes                                     |        | Tribunal Judicial da Comarca de Santarém                                         | Abrantes (São Vicente e São João) e Alferrarede                           | Abrantes                                         | 39° 27′ 34″ N, 8° 11′ 59″ O  |
| Juízo Local Cível de Albufeira                                    |        | Tribunal Judicial da Comarca de Faro                                             | Albufeira e Olhos de Água                                                 | Albufeira                                        | 37° 05′ 25″ N, 8° 14′ 42″ O  |
| Juízo Local Cível de Alcobaça                                     |        | Tribunal Judicial da Comarca de Leiria                                           | Alcobaça e Vestiaria                                                      | Alcobaça                                         | 39° 33′ 08″ N, 8° 58′ 29″ O  |
| Juízo Local Cível de Alenquer                                     |        | Tribunal Judicial da Comarca de Lisboa Norte                                     | Alenquer (Santo Estêvão e Triana)                                         | Alenquer                                         | 39° 03′ 03″ N, 9° 00′ 16″ O  |
| Juízo Local Cível de Almada                                       |        | Tribunal Judicial da Comarca de Lisboa                                           | Almada, Cova da Piedade, Pragal e Cacilhas                                | Almada                                           | 38° 40′ 14″ N, 9° 10′ 10″ O  |
| Juízo Local Cível de Amarante                                     |        | Tribunal Judicial da Comarca do Porto Este                                       | Amarante (São Gonçalo), Madalena, Cepelos e Gatão                         | Amarante                                         | 41° 16′ 15″ N, 8° 04′ 36″ O  |
| Juízo Local Cível de Amares                                       |        | Tribunal Judicial da Comarca de Braga                                            | Amares e Figueiredo                                                       | Amares                                           | 41° 37′ 50″ N, 8° 21′ 24″ O  |
| Juízo Local Cível de Angra do Heroísmo                            |        | Tribunal Judicial da Comarca dos Açores                                          | Angra (Nossa Senhora da Conceição)                                        | Angra do Heroísmo                                | 38° 39′ 22″ N, 27° 12′ 50″ O |
| Juízo Local Cível de Arcos de Valdevez                            |        | Tribunal Judicial da Comarca de Viana do Castelo                                 | Sintra Arcos de Valdevez                                                  | Lisboa Viana do Castelo Minho                    | 41° 50′ 47″ N, 8° 25′ 04″ O  |
| Juízo Local Cível de Aveiro                                       |        | Tribunal Judicial da Comarca de Aveiro                                           | Glória e Vera Cruz                                                        | Aveiro                                           | 40° 38′ 20″ N, 8° 39′ 14″ O  |
| Juízo Local Cível de Barcelos                                     |        | Tribunal Judicial da Comarca de Braga                                            | Barcelos, Vila Boa e Vila Frescainha (São Martinho e São Pedro)           | Barcelos                                         | 41° 31′ 49″ N, 8° 37′ 03″ O  |
| Juízo Local Cível de Beja                                         |        | Tribunal Judicial da Comarca de Beja                                             | Beja (Santiago Maior e São João Baptista)                                 | Beja                                             | 38° 00′ 50″ N, 7° 51′ 40″ O  |
| Juízo Local Cível de Benavente                                    |        | Tribunal Judicial da Comarca de Santarém                                         | Benavente                                                                 | Benavente                                        | 38° 58′ 42″ N, 8° 48′ 23″ O  |
| Juízo Local Cível de Braga                                        |        | Tribunal Judicial da Comarca de Braga                                            | Braga (São Vítor)                                                         | Braga                                            | 41° 32′ 55″ N, 8° 24′ 45″ O  |
| Juízo Local Cível de Bragança                                     |        | Tribunal Judicial da Comarca de Bragança                                         | Sé, Santa Maria e Meixedo                                                 | Bragança                                         | 41° 48′ 24″ N, 6° 45′ 33″ O  |
| Juízo Local Cível de Caldas da Rainha                             |        | Tribunal Judicial da Comarca de Leiria                                           | Caldas da Rainha - Nossa Senhora do Pópulo, Coto e São Gregório           | Caldas da Rainha                                 | 39° 24′ 26″ N, 9° 08′ 11″ O  |
| Juízo Local Cível de Cantanhede                                   |        | Tribunal Judicial da Comarca de Coimbra                                          | Cantanhede e Pocariça                                                     | Cantanhede                                       | 40° 20′ 48″ N, 8° 35′ 22″ O  |
| Juízo Local Cível de Cascais                                      |        | Tribunal Judicial da Comarca de Lisboa Oeste                                     | Cascais e Estoril                                                         | Cascais                                          | 38° 42′ 04″ N, 9° 25′ 40″ O  |
| Juízo Local Cível de Castelo Branco                               |        | Tribunal Judicial da Comarca de Castelo Branco                                   | Castelo Branco                                                            | Castelo Branco                                   | 39° 49′ 26″ N, 7° 29′ 34″ O  |
| Juízo Local Cível de Chaves                                       |        | Tribunal Judicial da Comarca de Vila Real                                        | Santa Maria Maior                                                         | Chaves                                           | 41° 44′ 22″ N, 7° 28′ 04″ O  |
| Juízo Local Cível de Coimbra                                      |        | Tribunal Judicial da Comarca de Coimbra                                          | Coimbra (Sé Nova, Santa Cruz, Almedina e São Bartolomeu)                  | Coimbra                                          | 40° 12′ 48″ N, 8° 25′ 55″ O  |
| Juízo Local Cível de Elvas                                        |        | Tribunal Judicial da Comarca de Portalegre                                       | Assunção, Ajuda, Salvador e Santo Ildefonso                               | Elvas                                            | 38° 52′ 36″ N, 7° 10′ 09″ O  |
| Juízo Local Cível de Fafe                                         |        | Tribunal Judicial da Comarca de Braga                                            | Fafe                                                                      | Fafe                                             | 41° 27′ 02″ N, 8° 10′ 08″ O  |
| Juízo Local Cível de Faro                                         |        | Tribunal Judicial da Comarca de Faro                                             | Faro (Sé e São Pedro)                                                     | Faro                                             | 37° 01′ 01″ N, 7° 55′ 33″ O  |
| Juízo Local Cível de Felgueiras                                   |        | Tribunal Judicial da Comarca do Porto Este                                       | Felgueiras e Feirão                                                       | Resende                                          | 41° 21′ 56″ N, 8° 11′ 57″ O  |
| Juízo Local Cível de Gondomar                                     |        | Tribunal Judicial da Comarca do Porto                                            | Gondomar (São Cosme), Valbom e Jovim                                      | Gondomar                                         | 41° 08′ 26″ N, 8° 32′ 13″ O  |
| Juízo Local Cível de Grândola                                     |        | Tribunal Judicial da Comarca de Setúbal                                          | Grândola e Santa Margarida da Serra                                       | Grândola                                         | 38° 10′ 43″ N, 8° 33′ 41″ O  |
| Juízo Local Cível de Guimarães                                    |        | Tribunal Judicial da Comarca de Braga                                            | Oliveira, São Paio e São Sebastião                                        | Guimarães                                        | 41° 26′ 40″ N, 8° 17′ 26″ O  |
| Juízo Local Cível de Lamego                                       |        | Tribunal Judicial da Comarca de Viseu                                            | Lamego (Almacave e Sé)                                                    | Lamego                                           | 41° 05′ 53″ N, 7° 48′ 24″ O  |
| Juízo Local Cível de Leiria                                       |        | Tribunal Judicial da Comarca de Leiria                                           | Leiria, Pousos, Barreira e Cortes                                         | Leiria                                           | 39° 44′ 24″ N, 8° 48′ 31″ O  |
| Juízo Local Cível de Lisboa                                       |        | Tribunal Judicial da Comarca de Lisboa                                           | Campolide                                                                 | Lisboa                                           | 38° 43′ 57″ N, 9° 09′ 27″ O  |
| Juízo Local Cível de Loulé                                        |        | Tribunal Judicial da Comarca de Faro                                             | Loulé (São Clemente)                                                      | Loulé                                            | 37° 08′ 16″ N, 8° 01′ 04″ O  |
| Juízo Local Cível de Loures                                       |        | Tribunal Judicial da Comarca de Lisboa Norte                                     | Loures                                                                    | Loures                                           | 38° 49′ 33″ N, 9° 09′ 47″ O  |
| Juízo Local Cível de Lousada                                      |        | Tribunal Judicial da Comarca do Porto Este                                       | Cernadelo e Lousada (São Miguel e Santa Margarida)                        | Lousada                                          | 41° 16′ 40″ N, 8° 16′ 55″ O  |
| Juízo Local Cível de Mafra                                        |        | Tribunal Judicial da Comarca de Lisboa Oeste                                     | Mafra                                                                     | Mafra                                            | 38° 56′ 22″ N, 9° 19′ 41″ O  |
| Juízo Local Cível de Marco de Canaveses                           |        | Tribunal Judicial da Comarca do Porto Este                                       | Marco                                                                     | Marco de Canaveses                               | 41° 11′ 02″ N, 8° 08′ 58″ O  |
| Juízo Local Cível de Matosinhos                                   |        | Tribunal Judicial da Comarca do Porto                                            | Matosinhos e Leça da Palmeira                                             | Matosinhos                                       | 41° 11′ 04″ N, 8° 40′ 38″ O  |
| Juízo Local Cível de Oeiras                                       |        | Tribunal Judicial da Comarca de Lisboa Oeste                                     | Oeiras e São Julião da Barra, Paço de Arcos e Caxias                      | Oeiras                                           | 38° 41′ 03″ N, 9° 19′ 07″ O  |
| Juízo Local Cível de Oliveira de Azeméis                          |        | Tribunal Judicial da Comarca de Aveiro                                           | Oliveira de Azeméis, Santiago da Riba-Ul, Ul, Macinhata da Seixa e Madail | Oliveira de Azeméis                              | 40° 50′ 20″ N, 8° 28′ 38″ O  |
| Juízo Local Cível de Ourém                                        |        | Tribunal Judicial da Comarca de Santarém                                         | Nossa Senhora da Piedade                                                  | Ourém                                            | 39° 39′ 26″ N, 8° 34′ 46″ O  |
| Juízo Local Cível de Ovar                                         |        | Tribunal Judicial da Comarca de Aveiro                                           | Ovar, São João, Arada e São Vicente de Pereira Jusã                       | Ovar                                             | 40° 51′ 35″ N, 8° 37′ 27″ O  |
| Juízo Local Cível de Paredes                                      |        | Tribunal Judicial da Comarca do Porto Este                                       | Paredes                                                                   | Paredes                                          | 41° 12′ 26″ N, 8° 19′ 57″ O  |
| Juízo Local Cível de Paços de Ferreira                            |        | Tribunal Judicial da Comarca do Porto Este                                       | Paços de Ferreira                                                         | Paços de Ferreira                                | 41° 16′ 35″ N, 8° 22′ 35″ O  |
| Juízo Local Cível de Penafiel                                     |        | Tribunal Judicial da Comarca do Porto Este                                       | Penafiel                                                                  | Penafiel                                         | 41° 12′ 07″ N, 8° 17′ 18″ O  |
| Juízo Local Cível de Pombal                                       |        | Tribunal Judicial da Comarca de Leiria                                           | Pombal                                                                    | Pombal                                           | 39° 54′ 58″ N, 8° 37′ 38″ O  |
| Juízo Local Cível de Ponta Delgada                                |        | Tribunal Judicial da Comarca dos Açores                                          | Ponta Delgada (São José)                                                  | Ponta Delgada                                    | 37° 44′ 22″ N, 25° 40′ 16″ O |
| Juízo Local Cível de Portalegre                                   |        | Tribunal Judicial da Comarca de Portalegre                                       | Sé e São Lourenço                                                         | Portalegre                                       |                              |
| Juízo Local Cível de Portimão                                     |        | Tribunal Judicial da Comarca de Faro                                             | Portimão                                                                  | Portimão                                         | 37° 08′ 01″ N, 8° 32′ 17″ O  |
| Juízo Local Cível de Porto de Mós                                 |        | Tribunal Judicial da Comarca de Leiria                                           | Porto de Mós - São João Baptista e São Pedro                              | Porto de Mós                                     | 39° 36′ 07″ N, 8° 49′ 01″ O  |
| Juízo Local Cível de Santa Maria da Feira                         |        | Tribunal Judicial da Comarca de Aveiro                                           | Santa Maria da Feira, Travanca, Sanfins e Espargo                         | Santa Maria da Feira                             | 40° 55′ 44″ N, 8° 32′ 47″ O  |
| Juízo Local Cível de Santarém                                     |        | Tribunal Judicial da Comarca de Santarém                                         | União de Freguesias da cidade de Santarém                                 | Santarém                                         | 39° 14′ 20″ N, 8° 41′ 09″ O  |
| Juízo Local Cível de Santo Tirso                                  |        | Tribunal Judicial da Comarca do Porto                                            | Santo Tirso, Couto (Santa Cristina e São Miguel) e Burgães                | Santo Tirso                                      | 41° 20′ 32″ N, 8° 28′ 24″ O  |
| Juízo Local Cível de Setúbal                                      |        | Tribunal Judicial da Comarca de Setúbal                                          | Setúbal (São Julião, Nossa Senhora da Anunciada e Santa Maria da Graça)   | Setúbal                                          | 38° 31′ 19″ N, 8° 53′ 32″ O  |
| Juízo Local Cível de Sintra                                       |        | Tribunal Judicial da Comarca de Lisboa Oeste                                     | Sintra (Santa Maria e São Miguel, São Martinho e São Pedro de Penaferrim) | Sintra                                           | 38° 48′ 19″ N, 9° 22′ 14″ O  |
| Juízo Local Cível de Tomar                                        |        | Tribunal Judicial da Comarca de Santarém                                         | Tomar (São João Baptista) e Santa Maria dos Olivais                       | Tomar                                            | 39° 36′ 03″ N, 8° 24′ 50″ O  |
| Juízo Local Cível de Torres Novas                                 |        | Tribunal Judicial da Comarca de Santarém Tribunal Judicial de Torres Novas       | Torres Novas (Santa Maria, Salvador e Santiago)                           | Torres Novas                                     | 39° 28′ 59″ N, 8° 32′ 21″ O  |
| Juízo Local Cível de Torres Vedras                                |        | Tribunal Judicial da Comarca de Lisboa Norte                                     | Santa Maria, São Pedro e Matacães                                         | Torres Vedras                                    | 39° 05′ 25″ N, 9° 15′ 42″ O  |
| Juízo Local Cível de Valongo                                      |        | Tribunal Judicial da Comarca do Porto                                            | Valongo                                                                   | Valongo                                          | 41° 11′ 35″ N, 8° 29′ 42″ O  |
| Juízo Local Cível de Viana do Castelo                             |        | Tribunal Judicial da Comarca de Viana do Castelo                                 | Viana do Castelo (Santa Maria Maior e Monserrate) e Meadela               | Viana do Castelo                                 | 41° 41′ 39″ N, 8° 49′ 50″ O  |
| Juízo Local Cível de Vila Franca de Xira                          |        | Tribunal Judicial da Comarca de Lisboa Norte                                     | Vila Franca de Xira                                                       | Vila Franca de Xira                              | 38° 57′ 22″ N, 8° 59′ 20″ O  |
| Juízo Local Cível de Vila Nova de Famalicão                       |        | Tribunal Judicial da Comarca de Braga                                            | Vila Nova de Famalicão e Calendário                                       | Vila Nova de Famalicão                           | 41° 25′ 09″ N, 8° 31′ 01″ O  |
| Juízo Local Cível de Vila Nova de Gaia                            |        | Tribunal Judicial da Comarca do Porto                                            | Santa Marinha e São Pedro da Afurada                                      | Vila Nova de Gaia                                | 41° 07′ 45″ N, 8° 36′ 37″ O  |
| Juízo Local Cível de Vila Verde                                   |        | Tribunal Judicial da Comarca de Braga                                            | Vila Verde e Barbudo                                                      | Vila Verde                                       | 41° 38′ 59″ N, 8° 26′ 11″ O  |
| Juízo Local Cível de Viseu                                        |        | Tribunal Judicial da Comarca de Viseu                                            | Viseu                                                                     | Viseu                                            | 40° 39′ 59″ N, 7° 55′ 04″ O  |
| Juízo Local Cível de Águeda                                       |        | Tribunal Judicial da Comarca de Aveiro                                           | Águeda e Borralha                                                         | Águeda                                           | 40° 34′ 24″ N, 8° 26′ 45″ O  |
| Juízo Local Cível de Évora                                        |        | Tribunal Judicial da Comarca de Évora                                            | Évora (São Mamede, Sé, São Pedro e Santo Antão)                           | Évora                                            | 38° 34′ 15″ N, 7° 54′ 20″ O  |
| Juízo Local Cível do Funchal                                      |        | Tribunal Judicial da Comarca da Madeira                                          | São Pedro                                                                 | Funchal                                          | 32° 39′ 02″ N, 16° 54′ 32″ O |
| Juízo Local Cível do Fundão                                       |        | Tribunal Judicial da Comarca de Castelo Branco                                   | Fundão, Valverde, Donas, Aldeia de Joanes e Aldeia Nova do Cabo           | Fundão                                           | 40° 08′ 21″ N, 7° 30′ 14″ O  |
| Juízo Local Cível do Montijo                                      |        | Tribunal Judicial da Comarca de Lisboa                                           | Montijo e Afonsoeiro                                                      | Montijo                                          | 38° 42′ 37″ N, 8° 58′ 35″ O  |
| Juízo Local Cível do Porto                                        |        | Tribunal Judicial da Comarca do Porto                                            | Cedofeita, Santo Ildefonso, Sé, Miragaia, São Nicolau e Vitória           | Porto                                            | 41° 08′ 43″ N, 8° 37′ 04″ O  |
| Juízo Local Cível do Seixal                                       |        | Tribunal Judicial da Comarca de Lisboa                                           | Seixal, Arrentela e Aldeia de Paio Pires                                  | Seixal                                           | 38° 38′ 20″ N, 9° 06′ 06″ O  |
| Juízo Local de Pequena Criminalidade de Lisboa                    |        | Tribunal Judicial da Comarca de Lisboa Campus de Justiça de Lisboa               | Parque das Nações                                                         | Lisboa                                           | 38° 46′ 22″ N, 9° 05′ 45″ O  |
| Juízo Local de Pequena Criminalidade de Loures                    |        | Tribunal Judicial da Comarca de Lisboa Norte                                     | Loures                                                                    | Loures                                           | 38° 49′ 33″ N, 9° 09′ 47″ O  |
| Juízo Local de Pequena Criminalidade de Sintra                    |        | Tribunal Judicial da Comarca de Lisboa Oeste                                     | Sintra (Santa Maria e São Miguel, São Martinho e São Pedro de Penaferrim) | Sintra                                           | 38° 48′ 19″ N, 9° 22′ 14″ O  |
| Juízo Local de Pequena Criminalidade do Porto                     |        | Tribunal Judicial da Comarca do Porto                                            | Cedofeita, Santo Ildefonso, Sé, Miragaia, São Nicolau e Vitória           | Porto                                            | 41° 09′ 19″ N, 8° 36′ 37″ O  |
| Juízo Misto de Família, Menores e do Trabalho da Praia da Vitória |        | Tribunal Judicial da Comarca dos Açores                                          | Santa Cruz                                                                | Praia da Vitória                                 | 38° 43′ 48″ N, 27° 03′ 56″ O |
| Juízo de Competência Genérica da Horta                            |        | Tribunal Judicial da Comarca dos Açores                                          | Conceição                                                                 | Horta                                            |                              |
| Juízo de Competência Genérica da Lourinhã                         |        | Tribunal Judicial da Comarca de Lisboa Norte                                     | Lourinhã e Atalaia                                                        | Lourinhã                                         | 39° 14′ 35″ N, 9° 18′ 47″ O  |
| Juízo de Competência Genérica da Lousã                            |        | Tribunal Judicial da Comarca de Coimbra                                          | Lousã e Vilarinho                                                         | Lousã                                            | 40° 06′ 44″ N, 8° 14′ 39″ O  |
| Juízo de Competência Genérica da Marinha Grande                   |        | Tribunal Judicial da Comarca de Leiria                                           | Marinha Grande                                                            | Marinha Grande                                   | 39° 45′ 13″ N, 8° 55′ 57″ O  |
| Juízo de Competência Genérica da Mealhada                         |        | Tribunal Judicial da Comarca de Aveiro                                           | Mealhada, Ventosa do Bairro e Antes                                       | Mealhada                                         | 40° 22′ 40″ N, 8° 27′ 06″ O  |
| Juízo de Competência Genérica da Nazaré                           |        | Tribunal Judicial da Comarca de Leiria                                           | Nazaré                                                                    | Nazaré                                           | 39° 36′ 05″ N, 9° 04′ 06″ O  |
| Juízo de Competência Genérica da Sertã                            |        | Tribunal Judicial da Comarca de Castelo Branco                                   | Sertã                                                                     | Sertã                                            | 39° 48′ 05″ N, 8° 05′ 57″ O  |
| Juízo de Competência Genérica de Alijó                            |        | Tribunal Judicial da Comarca de Vila Real                                        | Alijó                                                                     | Alijó                                            | 41° 16′ 34″ N, 7° 28′ 26″ O  |
| Juízo de Competência Genérica de Almeida                          |        | Tribunal Judicial da Comarca da Guarda                                           | Almeida                                                                   | Almeida                                          | 40° 43′ 28″ N, 6° 54′ 24″ O  |
| Juízo de Competência Genérica de Almeirim                         |        | Tribunal Judicial da Comarca de Santarém                                         | Almeirim                                                                  | Almeirim                                         | 39° 12′ 29″ N, 8° 37′ 35″ O  |
| Juízo de Competência Genérica de Almodôvar                        |        | Tribunal Judicial da Comarca de Beja                                             | Almodôvar e Graça dos Padrões                                             | Almodôvar                                        | 37° 30′ 34″ N, 8° 03′ 48″ O  |
| Juízo de Competência Genérica de Arganil                          |        | Tribunal Judicial da Comarca de Coimbra                                          | Arganil                                                                   | Arganil                                          | 40° 13′ 06″ N, 8° 03′ 19″ O  |
| Juízo de Competência Genérica de Baião                            |        | Tribunal Judicial da Comarca do Porto Este                                       | Baião (Santa Leocádia) e Mesquinhata                                      | Baião                                            | 41° 09′ 49″ N, 8° 02′ 02″ O  |
| Juízo de Competência Genérica de Cabeceiras de Basto              |        | Tribunal Judicial da Comarca de Braga                                            | Cabeceiras de Basto                                                       | Cabeceiras de Basto                              | 41° 30′ 42″ N, 7° 59′ 27″ O  |
| Juízo de Competência Genérica de Caminha                          |        | Tribunal Judicial da Comarca de Viana do Castelo                                 | Caminha (Matriz) e Vilarelho                                              | Caminha                                          | 41° 52′ 35″ N, 8° 50′ 13″ O  |
| Juízo de Competência Genérica de Castelo de Paiva                 |        | Tribunal Judicial da Comarca de Aveiro                                           | Sobrado e Bairros                                                         | Castelo de Paiva                                 | 41° 02′ 30″ N, 8° 16′ 13″ O  |
| Juízo de Competência Genérica de Castro Daire                     |        | Tribunal Judicial da Comarca de Viseu                                            | Castro Daire                                                              | Castro Daire                                     | 40° 53′ 57″ N, 7° 56′ 01″ O  |
| Juízo de Competência Genérica de Celorico da Beira                |        | Tribunal Judicial da Comarca da Guarda                                           | Celorico (São Pedro e Santa Maria) e Vila Boa do Mondego                  | Celorico da Beira                                | 40° 38′ 18″ N, 7° 23′ 24″ O  |
| Juízo de Competência Genérica de Cinfães                          |        | Tribunal Judicial da Comarca de Viseu                                            | Cinfães                                                                   | Cinfães                                          | 41° 04′ 31″ N, 8° 05′ 41″ O  |
| Juízo de Competência Genérica de Condeixa-a-Nova                  |        | Tribunal Judicial da Comarca de Coimbra                                          | Condeixa-a-Velha e Condeixa-a-Nova                                        | Condeixa-a-Nova                                  | 40° 06′ 44″ N, 8° 29′ 51″ O  |
| Juízo de Competência Genérica de Coruche                          |        | Tribunal Judicial da Comarca de Santarém                                         | Coruche, Fajarda e Erra                                                   | Coruche                                          | 38° 57′ 44″ N, 8° 31′ 43″ O  |
| Juízo de Competência Genérica de Cuba                             |        | Tribunal Judicial da Comarca de Beja                                             | Cuba                                                                      | Cuba                                             | 38° 09′ 57″ N, 7° 53′ 30″ O  |
| Juízo de Competência Genérica de Espinho                          |        | Tribunal Judicial da Comarca de Aveiro                                           | Espinho                                                                   | Espinho                                          | 41° 00′ 28″ N, 8° 38′ 15″ O  |
| Juízo de Competência Genérica de Esposende                        |        | Tribunal Judicial da Comarca de Braga                                            | Esposende, Marinhas e Gandra                                              | Esposende                                        | 41° 31′ 55″ N, 8° 46′ 58″ O  |
| Juízo de Competência Genérica de Estarreja                        |        | Tribunal Judicial da Comarca de Aveiro                                           | Beduído e Veiros                                                          | Estarreja                                        | 40° 45′ 12″ N, 8° 34′ 06″ O  |
| Juízo de Competência Genérica de Estremoz                         |        | Tribunal Judicial da Comarca de Évora                                            | Estremoz (Santa Maria e Santo André)                                      | Estremoz                                         | 38° 50′ 32″ N, 7° 35′ 16″ O  |
| Juízo de Competência Genérica de Ferreira do Alentejo             |        | Tribunal Judicial da Comarca de Beja                                             | Ferreira do Alentejo e Canhestros                                         | Ferreira do Alentejo                             | 38° 03′ 21″ N, 8° 06′ 52″ O  |
| Juízo de Competência Genérica de Figueira de Castelo Rodrigo      |        | Tribunal Judicial da Comarca da Guarda                                           | Figueira de Castelo Rodrigo                                               | Figueira de Castelo Rodrigo                      | 40° 53′ 36″ N, 6° 57′ 40″ O  |
| Juízo de Competência Genérica de Figueiró dos Vinhos              |        | Tribunal Judicial da Comarca de Leiria                                           | Figueiró dos Vinhos e Bairradas                                           | Figueiró dos Vinhos                              | 39° 54′ 15″ N, 8° 16′ 26″ O  |
| Juízo de Competência Genérica de Fronteira                        |        | Tribunal Judicial da Comarca de Portalegre                                       | Fronteira                                                                 | Fronteira                                        | 39° 03′ 14″ N, 7° 38′ 45″ O  |
| Juízo de Competência Genérica de Gouveia                          |        | Tribunal Judicial da Comarca da Guarda                                           | Gouveia                                                                   | Gouveia                                          |                              |
| Juízo de Competência Genérica de Idanha-a-Nova                    |        | Tribunal Judicial da Comarca de Castelo Branco                                   | Idanha-a-Nova e Alcafozes                                                 | Idanha-a-Nova                                    | 39° 55′ 24″ N, 7° 14′ 30″ O  |
| Juízo de Competência Genérica de Lagos                            |        | Tribunal Judicial da Comarca de Faro                                             | São Gonçalo de Lagos                                                      | Lagos                                            | 37° 06′ 10″ N, 8° 40′ 19″ O  |
| Juízo de Competência Genérica de Macedo de Cavaleiros             |        | Tribunal Judicial da Comarca de Bragança                                         | Macedo de Cavaleiros                                                      | Macedo de Cavaleiros                             | 41° 32′ 24″ N, 6° 57′ 52″ O  |
| Juízo de Competência Genérica de Mangualde                        |        | Tribunal Judicial da Comarca de Viseu                                            | Mangualde, Mesquitela e Cunha Alta                                        | Mangualde                                        | 40° 36′ 18″ N, 7° 45′ 38″ O  |
| Juízo de Competência Genérica de Melgaço                          |        | Tribunal Judicial da Comarca de Viana do Castelo                                 | Vila e Roussas                                                            | Melgaço                                          | 42° 06′ 47″ N, 8° 15′ 31″ O  |
| Juízo de Competência Genérica de Miranda do Douro                 |        | Tribunal Judicial da Comarca de Bragança                                         | Miranda do Douro                                                          | Miranda do Douro                                 | 41° 29′ 34″ N, 6° 16′ 27″ O  |
| Juízo de Competência Genérica de Mirandela                        |        | Tribunal Judicial da Comarca de Bragança                                         | Mirandela                                                                 | Mirandela                                        | 41° 29′ 08″ N, 7° 10′ 53″ O  |
| Juízo de Competência Genérica de Mogadouro                        |        | Tribunal Judicial da Comarca de Bragança                                         | Mogadouro, Valverde, Vale de Porco e Vilar de Rei                         | Mogadouro                                        | 41° 20′ 29″ N, 6° 42′ 51″ O  |
| Juízo de Competência Genérica de Moimenta da Beira                |        | Tribunal Judicial da Comarca de Viseu                                            | Moimenta da Beira                                                         | Moimenta da Beira                                | 40° 58′ 46″ N, 7° 36′ 49″ O  |
| Juízo de Competência Genérica de Montalegre                       |        | Tribunal Judicial da Comarca de Vila Real                                        | Montalegre e Padroso                                                      | Montalegre                                       | 41° 49′ 25″ N, 7° 47′ 32″ O  |
| Juízo de Competência Genérica de Montemor-o-Novo                  |        | Tribunal Judicial da Comarca de Évora                                            | Nossa Senhora da Vila, Nossa Senhora do Bispo e Silveiras                 | Montemor-o-Novo                                  | 38° 38′ 56″ N, 8° 12′ 48″ O  |
| Juízo de Competência Genérica de Monção                           |        | Tribunal Judicial da Comarca de Viana do Castelo                                 | Monção e Troviscoso                                                       | Monção                                           | 42° 04′ 41″ N, 8° 28′ 56″ O  |
| Juízo de Competência Genérica de Moura                            |        | Tribunal Judicial da Comarca de Beja                                             | Moura (Santo Agostinho e São João Baptista) e Santo Amador                | Moura                                            | 38° 08′ 21″ N, 7° 27′ 00″ O  |
| Juízo de Competência Genérica de Nelas                            |        | Tribunal Judicial da Comarca de Viseu                                            | Nelas                                                                     | Nelas                                            | 40° 32′ 01″ N, 7° 51′ 07″ O  |
| Juízo de Competência Genérica de Nisa                             |        | Tribunal Judicial da Comarca de Portalegre                                       | Espírito Santo, Nossa Senhora da Graça e São Simão                        | Nisa                                             | 39° 30′ 54″ N, 7° 38′ 57″ O  |
| Juízo de Competência Genérica de Odemira                          |        | Tribunal Judicial da Comarca de Beja                                             | São Salvador e Santa Maria                                                | Odemira                                          | 37° 35′ 56″ N, 8° 38′ 36″ O  |
| Juízo de Competência Genérica de Oleiros                          |        | Tribunal Judicial da Comarca de Castelo Branco                                   | Oleiros-Amieira                                                           | Oleiros                                          | 39° 55′ 12″ N, 7° 54′ 47″ O  |
| Juízo de Competência Genérica de Olhão                            |        | Tribunal Judicial da Comarca de Faro                                             | Olhão                                                                     | Olhão                                            | 37° 01′ 48″ N, 7° 50′ 20″ O  |
| Juízo de Competência Genérica de Oliveira de Frades               |        | Tribunal Judicial da Comarca de Viseu                                            | Oliveira de Frades, Souto de Lafões e Sejães                              | Oliveira de Frades                               | 40° 44′ 01″ N, 8° 10′ 25″ O  |
| Juízo de Competência Genérica de Oliveira do Hospital             |        | Tribunal Judicial da Comarca de Coimbra                                          | Oliveira do Hospital e São Paio de Gramaços                               | Oliveira do Hospital                             | 40° 21′ 33″ N, 7° 51′ 45″ O  |
| Juízo de Competência Genérica de Ourique                          |        | Tribunal Judicial da Comarca de Beja                                             | Ourique                                                                   | Ourique                                          | 37° 39′ 10″ N, 8° 13′ 35″ O  |
| Juízo de Competência Genérica de Paredes de Coura                 |        | Tribunal Judicial da Comarca de Viana do Castelo                                 | Paredes de Coura e Resende                                                | Paredes de Coura                                 | 41° 54′ 48″ N, 8° 33′ 45″ O  |
| Juízo de Competência Genérica de Penacova                         |        | Tribunal Judicial da Comarca de Coimbra                                          | Penacova                                                                  | Penacova                                         | 40° 16′ 25″ N, 8° 17′ 02″ O  |
| Juízo de Competência Genérica de Peniche                          |        | Tribunal Judicial da Comarca de Leiria                                           | Peniche                                                                   | Peniche                                          | 39° 21′ 42″ N, 9° 22′ 47″ O  |
| Juízo de Competência Genérica de Peso da Régua                    |        | Tribunal Judicial da Comarca de Vila Real                                        | Peso da Régua e Godim                                                     | Peso da Régua                                    | 41° 09′ 58″ N, 7° 47′ 29″ O  |
| Juízo de Competência Genérica de Pinhel                           |        | Tribunal Judicial da Comarca da Guarda                                           | Pinhel                                                                    | Pinhel                                           | 40° 46′ 22″ N, 7° 04′ 04″ O  |
| Juízo de Competência Genérica de Ponta do Sol                     |        | Tribunal Judicial da Comarca da Madeira                                          | Ponta do Sol                                                              | Ponta do Sol                                     | 32° 40′ 49″ N, 17° 06′ 19″ O |
| Juízo de Competência Genérica de Ponte de Lima                    |        | Tribunal Judicial da Comarca de Viana do Castelo                                 | Arca e Ponte de Lima                                                      | Ponte de Lima                                    | 41° 45′ 56″ N, 8° 34′ 44″ O  |
| Juízo de Competência Genérica de Ponte de Sor                     |        | Tribunal Judicial da Comarca de Portalegre                                       | Ponte de Sor, Tramaga e Vale de Açor                                      | Ponte de Sor                                     | 39° 14′ 54″ N, 8° 00′ 47″ O  |
| Juízo de Competência Genérica de Porto Santo                      |        | Tribunal Judicial da Comarca da Madeira                                          | Porto Santo                                                               | Porto Santo                                      | 33° 03′ 32″ N, 16° 20′ 07″ O |
| Juízo de Competência Genérica de Póvoa de Lanhoso                 |        | Tribunal Judicial da Comarca de Braga                                            | Póvoa de Lanhoso                                                          | Póvoa de Lanhoso                                 | 41° 34′ 36″ N, 8° 16′ 22″ O  |
| Juízo de Competência Genérica de Reguengos de Monsaraz            |        | Tribunal Judicial da Comarca de Évora                                            | Reguengos de Monsaraz                                                     | Reguengos de Monsaraz                            | 38° 25′ 24″ N, 7° 32′ 15″ O  |
| Juízo de Competência Genérica de Rio Maior                        |        | Tribunal Judicial da Comarca de Santarém                                         | Rio Maior                                                                 | Rio Maior                                        | 39° 20′ 07″ N, 8° 56′ 00″ O  |
| Juízo de Competência Genérica de Santa Comba Dão                  |        | Tribunal Judicial da Comarca de Viseu                                            | Santa Comba Dão e Couto do Mosteiro                                       | Santa Comba Dão                                  | 40° 23′ 44″ N, 8° 07′ 49″ O  |
| Juízo de Competência Genérica de Santa Cruz                       |        | Tribunal Judicial da Comarca da Madeira                                          | Santa Cruz                                                                | Santa Cruz                                       |                              |
| Juízo de Competência Genérica de Santa Cruz da Graciosa           |        | Tribunal Judicial da Comarca dos Açores                                          | Santa Cruz da Graciosa                                                    | Santa Cruz da Graciosa                           |                              |
| Juízo de Competência Genérica de Santa Cruz das Flores            |        | Tribunal Judicial da Comarca dos Açores                                          | Santa Cruz das Flores                                                     | Santa Cruz das Flores                            |                              |
| Juízo de Competência Genérica de Seia                             |        | Tribunal Judicial da Comarca da Guarda                                           | Seia, São Romão e Lapa dos Dinheiros                                      | Seia                                             | 40° 25′ 17″ N, 7° 42′ 15″ O  |
| Juízo de Competência Genérica de Serpa                            |        | Tribunal Judicial da Comarca de Beja                                             | Serpa (Salvador e Santa Maria)                                            | Serpa                                            | 37° 56′ 20″ N, 7° 35′ 55″ O  |
| Juízo de Competência Genérica de Sesimbra                         |        | Tribunal Judicial da Comarca de Setúbal                                          | Santiago                                                                  | Sesimbra                                         | 38° 26′ 30″ N, 9° 05′ 32″ O  |
| Juízo de Competência Genérica de Silves                           |        | Tribunal Judicial da Comarca de Faro                                             | Silves                                                                    | Silves                                           | 37° 11′ 42″ N, 8° 25′ 58″ O  |
| Juízo de Competência Genérica de Soure                            |        | Tribunal Judicial da Comarca de Coimbra                                          | Soure                                                                     | Soure                                            | 40° 03′ 34″ N, 8° 37′ 26″ O  |
| Juízo de Competência Genérica de Sátão                            |        | Tribunal Judicial da Comarca de Viseu                                            | Sátão                                                                     | Sátão                                            |                              |
| Juízo de Competência Genérica de São João da Madeira              |        | Tribunal Judicial da Comarca de Aveiro                                           | São João da Madeira                                                       | São João da Madeira                              | 40° 53′ 52″ N, 8° 29′ 26″ O  |
| Juízo de Competência Genérica de São Pedro do Sul                 |        | Tribunal Judicial da Comarca de Viseu                                            | Santa Cruz da Trapa e São Cristóvão de Lafões                             | São Pedro do Sul                                 | 40° 45′ 43″ N, 8° 03′ 46″ O  |
| Juízo de Competência Genérica de São Roque do Pico                |        | Tribunal Judicial da Comarca dos Açores                                          | São Roque do Pico                                                         | São Roque do Pico                                | 38° 31′ 33″ N, 28° 19′ 09″ O |
| Juízo de Competência Genérica de Tavira                           |        | Tribunal Judicial da Comarca de Faro                                             | Tavira (Santa Maria e Santiago)                                           | Tavira                                           | 37° 07′ 28″ N, 7° 38′ 59″ O  |
| Juízo de Competência Genérica de Tondela                          |        | Tribunal Judicial da Comarca de Viseu                                            | Tondela e Nandufe                                                         | Tondela                                          | 40° 30′ 56″ N, 8° 04′ 49″ O  |
| Juízo de Competência Genérica de Torre de Moncorvo                |        | Tribunal Judicial da Comarca de Bragança                                         | Torre de Moncorvo                                                         | Torre de Moncorvo                                | 41° 10′ 29″ N, 7° 03′ 08″ O  |
| Juízo de Competência Genérica de Trancoso                         |        | Tribunal Judicial da Comarca da Guarda                                           | Trancoso (São Pedro e Santa Maria) e Souto Maior                          | Trancoso                                         | 40° 46′ 48″ N, 7° 21′ 03″ O  |
| Juízo de Competência Genérica de Tábua                            |        | Tribunal Judicial da Comarca de Coimbra                                          | Tábua                                                                     | Tábua                                            | 40° 21′ 42″ N, 8° 01′ 50″ O  |
| Juízo de Competência Genérica de Vagos                            |        | Tribunal Judicial da Comarca de Aveiro                                           | Vagos e Santo António                                                     | Vagos                                            | 40° 33′ 12″ N, 8° 40′ 49″ O  |
| Juízo de Competência Genérica de Vale de Cambra                   |        | Tribunal Judicial da Comarca de Aveiro                                           | Vila Chã, Codal e Vila Cova de Perrinho                                   | Vale de Cambra                                   | 40° 50′ 57″ N, 8° 23′ 32″ O  |
| Juízo de Competência Genérica de Valença                          |        | Tribunal Judicial da Comarca de Viana do Castelo                                 | Valença, Cristelo Covo e Arão                                             | Valença                                          | 42° 01′ 51″ N, 8° 38′ 39″ O  |
| Juízo de Competência Genérica de Valpaços                         |        | Tribunal Judicial da Comarca de Vila Real                                        | Valpaços e Sanfins                                                        | Valpaços                                         | 41° 36′ 33″ N, 7° 18′ 45″ O  |
| Juízo de Competência Genérica de Velas                            |        | Tribunal Judicial da Comarca dos Açores                                          | Velas                                                                     | Velas                                            |                              |
| Juízo de Competência Genérica de Vieira do Minho                  |        | Tribunal Judicial da Comarca de Braga                                            | Vieira do Minho                                                           | Vieira do Minho                                  |                              |
| Juízo de Competência Genérica de Vila Flôr                        |        | Tribunal Judicial da Comarca de Bragança                                         | Vila Flor e Nabo                                                          | Vila Flor                                        | 41° 18′ 33″ N, 7° 09′ 14″ O  |
| Juízo de Competência Genérica de Vila Franca do Campo             |        | Tribunal Judicial da Comarca dos Açores                                          | Vila Franca do Campo (São Miguel)                                         | Vila Franca do Campo                             | 37° 43′ 02″ N, 25° 26′ 31″ O |
| Juízo de Competência Genérica de Vila Nova de Cerveira            |        | Tribunal Judicial da Comarca de Viana do Castelo                                 | Vila Nova de Cerveira e Lovelhe                                           | Vila Nova de Cerveira                            | 41° 56′ 38″ N, 8° 44′ 38″ O  |
| Juízo de Competência Genérica de Vila Nova de Foz Côa             |        | Tribunal Judicial da Comarca da Guarda                                           | Vila Nova de Foz Côa                                                      | Vila Nova de Foz Côa                             | 41° 05′ 00″ N, 7° 08′ 11″ O  |
| Juízo de Competência Genérica de Vila Pouca de Aguiar             |        | Tribunal Judicial da Comarca de Vila Real                                        | Vila Pouca de Aguiar                                                      | Vila Pouca de Aguiar                             | 41° 29′ 55″ N, 7° 38′ 38″ O  |
| Juízo de Competência Genérica de Vila Real de Santo António       |        | Tribunal Judicial da Comarca de Faro                                             | Vila Real de Santo António                                                | Vila Real de Santo António                       | 37° 11′ 37″ N, 7° 25′ 22″ O  |
| Juízo de Competência Genérica de Vila Viçosa                      |        | Tribunal Judicial da Comarca de Évora                                            | Nossa Senhora da Conceição e São Bartolomeu                               | Vila Viçosa                                      | 38° 46′ 39″ N, 7° 25′ 15″ O  |
| Juízo de Competência Genérica de Vila do Porto                    |        | Tribunal Judicial da Comarca dos Açores                                          | Vila do Porto                                                             | Vila do Porto                                    |                              |
| Juízo de Competência Genérica de Ílhavo                           |        | Tribunal Judicial da Comarca de Aveiro                                           | São Salvador                                                              | Ílhavo                                           | 40° 35′ 50″ N, 8° 39′ 59″ O  |
| Juízo de Competência Genérica do Cartaxo                          |        | Tribunal Judicial da Comarca de Santarém                                         | Cartaxo e Vale da Pinta                                                   | Cartaxo                                          | 39° 09′ 30″ N, 8° 47′ 12″ O  |
| Juízo de Competência Genérica do Entroncamento                    |        | Tribunal Judicial da Comarca de Santarém                                         | São João Baptista                                                         | Entroncamento                                    | 39° 27′ 39″ N, 8° 27′ 55″ O  |
| Juízo de Competência Genérica do Redondo                          |        | Tribunal Judicial da Comarca de Évora                                            | Redondo                                                                   | Redondo                                          | 38° 38′ 48″ N, 7° 32′ 50″ O  |
| Juízo de Comércio de Alcobaça                                     |        | Tribunal Judicial da Comarca de Leiria                                           | Alcobaça e Vestiaria                                                      | Alcobaça                                         | 39° 33′ 08″ N, 8° 58′ 29″ O  |
| Juízo de Comércio de Amarante                                     |        | Tribunal Judicial da Comarca do Porto Este                                       | Amarante (São Gonçalo), Madalena, Cepelos e Gatão                         | Amarante                                         | 41° 16′ 15″ N, 8° 04′ 36″ O  |
| Juízo de Comércio de Coimbra                                      |        | Tribunal Judicial da Comarca de Coimbra Tribunal Judicial de Montemor-o-Velho    | Montemor-o-Velho e Gatões                                                 | Montemor-o-Velho                                 | 40° 10′ 39″ N, 8° 40′ 52″ O  |
| Juízo de Comércio de Guimarães                                    |        |                                                                                  | Oliveira, São Paio e São Sebastião                                        | Guimarães                                        | 41° 26′ 40″ N, 8° 17′ 26″ O  |
| Juízo de Comércio de Leiria                                       |        | Tribunal Judicial da Comarca de Leiria                                           | Leiria, Pousos, Barreira e Cortes                                         | Leiria                                           | 39° 44′ 32″ N, 8° 48′ 14″ O  |
| Juízo de Comércio de Lisboa                                       |        | Tribunal Judicial da Comarca de Lisboa                                           | Parque das Nações                                                         | Lisboa                                           | 38° 46′ 26″ N, 9° 05′ 48″ O  |
| Juízo de Comércio de Olhão                                        |        | Tribunal Judicial da Comarca de Faro                                             | Olhão                                                                     | Olhão                                            | 37° 01′ 48″ N, 7° 50′ 20″ O  |
| Juízo de Comércio de Oliveira de Azemeis                          |        | Tribunal Judicial da Comarca de Aveiro                                           | Oliveira de Azeméis, Santiago da Riba-Ul, Ul, Macinhata da Seixa e Madail | Oliveira de Azeméis                              | 40° 50′ 20″ N, 8° 28′ 38″ O  |
| Juízo de Comércio de Santarém                                     |        | Tribunal Judicial da Comarca de Santarém                                         | União de Freguesias da cidade de Santarém                                 | Santarém                                         | 39° 14′ 20″ N, 8° 41′ 09″ O  |
| Juízo de Comércio de Setúbal                                      |        | Tribunal Judicial da Comarca de Setúbal                                          | Setúbal (São Julião, Nossa Senhora da Anunciada e Santa Maria da Graça)   | Setúbal                                          | 38° 31′ 33″ N, 8° 53′ 17″ O  |
| Juízo de Comércio de Sintra                                       |        |                                                                                  | Sintra (Santa Maria e São Miguel, São Martinho e São Pedro de Penaferrim) | Sintra                                           | 38° 48′ 19″ N, 9° 22′ 14″ O  |
| Juízo de Comércio de Vila Franca de Xira                          |        | Tribunal Judicial da Comarca de Lisboa Norte                                     | Vila Franca de Xira                                                       | Vila Franca de Xira                              | 38° 49′ 42″ N, 9° 10′ 15″ O  |
| Juízo de Comércio de Vila Nova de Famalicão                       |        | Tribunal Judicial da Comarca de Braga                                            | Vila Nova de Famalicão e Calendário                                       | Vila Nova de Famalicão                           | 41° 25′ 09″ N, 8° 31′ 01″ O  |
| Juízo de Comércio de Vila Nova de Gaia                            |        | Tribunal Judicial da Comarca do Porto                                            | Santa Marinha e São Pedro da Afurada                                      | Vila Nova de Gaia                                | 41° 08′ 02″ N, 8° 36′ 26″ O  |
| Juízo de Comércio de Viseu                                        |        | Tribunal Judicial da Comarca de Viseu                                            | Viseu                                                                     | Viseu                                            | 40° 39′ 59″ N, 7° 55′ 04″ O  |
| Juízo de Comércio do Barreiro                                     |        | Tribunal Judicial da Comarca de Lisboa                                           | Barreiro e Lavradio                                                       | Barreiro                                         | 38° 39′ 25″ N, 9° 04′ 01″ O  |
| Juízo de Comércio do Funchal                                      |        | Tribunal Judicial da Comarca da Madeira                                          | São Pedro                                                                 | Funchal                                          | 32° 39′ 02″ N, 16° 54′ 32″ O |
| Juízo de Comércio do Fundão                                       |        | Tribunal Judicial da Comarca de Castelo Branco                                   | Fundão, Valverde, Donas, Aldeia de Joanes e Aldeia Nova do Cabo           | Fundão                                           | 40° 08′ 21″ N, 7° 30′ 14″ O  |
| Juízo de Comércio do Tribunal do Núcleo de Santo Tirso            |        | Tribunal Judicial da Comarca do Porto                                            | Santo Tirso, Couto (Santa Cristina e São Miguel) e Burgães                | Santo Tirso                                      | 41° 20′ 26″ N, 8° 28′ 26″ O  |
| Juízo de Execução da Maia                                         |        | Tribunal Judicial da Comarca do Porto                                            | Cidade da Maia                                                            | Maia                                             | 41° 14′ 06″ N, 8° 37′ 23″ O  |
| Juízo de Execução de Alcobaça                                     |        | Tribunal Judicial da Comarca de Leiria                                           | Alcobaça e Vestiaria                                                      | Alcobaça                                         | 39° 33′ 08″ N, 8° 58′ 29″ O  |
| Juízo de Execução de Almada                                       |        | Tribunal Judicial da Comarca de Lisboa                                           | Almada, Cova da Piedade, Pragal e Cacilhas                                | Almada                                           | 38° 40′ 53″ N, 9° 09′ 27″ O  |
| Juízo de Execução de Chaves                                       |        | Tribunal Judicial da Comarca de Vila Real                                        | Santa Maria Maior                                                         | Chaves                                           | 41° 44′ 22″ N, 7° 28′ 04″ O  |
| Juízo de Execução de Guimarães                                    |        | Tribunal Judicial da Comarca de Braga                                            | Creixomil                                                                 | Guimarães                                        | 41° 26′ 15″ N, 8° 18′ 57″ O  |
| Juízo de Execução de Lisboa                                       |        | Tribunal Judicial da Comarca de Lisboa                                           | Parque das Nações                                                         | Lisboa                                           | 38° 46′ 27″ N, 9° 05′ 45″ O  |
| Juízo de Execução de Loulé                                        |        | Tribunal Judicial da Comarca de Faro                                             | Loulé (São Clemente)                                                      | Loulé                                            | 37° 08′ 16″ N, 8° 01′ 04″ O  |
| Juízo de Execução de Loures                                       |        | Tribunal Judicial da Comarca de Lisboa Norte                                     | Loures                                                                    | Loures                                           | 38° 49′ 33″ N, 9° 09′ 47″ O  |
| Juízo de Execução de Lousada                                      |        | Tribunal Judicial da Comarca do Porto Este                                       | Cernadelo e Lousada (São Miguel e Santa Margarida)                        | Lousada                                          | 41° 16′ 40″ N, 8° 16′ 55″ O  |
| Juízo de Execução de Montemor-o-Novo                              |        | Tribunal Judicial da Comarca de Évora                                            | Nossa Senhora da Vila, Nossa Senhora do Bispo e Silveiras                 | Montemor-o-Novo                                  | 38° 38′ 56″ N, 8° 12′ 48″ O  |
| Juízo de Execução de Oeiras                                       |        | Tribunal Judicial da Comarca de Lisboa Oeste                                     | Oeiras e São Julião da Barra, Paço de Arcos e Caxias                      | Oeiras                                           | 38° 41′ 03″ N, 9° 19′ 07″ O  |
| Juízo de Execução de Oliveira de Azeméis                          |        | Tribunal Judicial da Comarca de Aveiro                                           | Oliveira de Azeméis, Santiago da Riba-Ul, Ul, Macinhata da Seixa e Madail | Oliveira de Azeméis                              | 40° 50′ 20″ N, 8° 28′ 38″ O  |
| Juízo de Execução de Ovar                                         |        | Tribunal Judicial da Comarca de Aveiro                                           | Ovar, São João, Arada e São Vicente de Pereira Jusã                       | Ovar                                             | 40° 51′ 35″ N, 8° 37′ 27″ O  |
| Juízo de Execução de Pombal                                       |        | Tribunal Judicial da Comarca de Leiria                                           | Ansião                                                                    | Ansião                                           | 39° 54′ 30″ N, 8° 26′ 15″ O  |
| Juízo de Execução de Setúbal                                      |        | Tribunal Judicial da Comarca de Setúbal                                          | Setúbal (São Julião, Nossa Senhora da Anunciada e Santa Maria da Graça)   | Setúbal                                          | 38° 31′ 33″ N, 8° 53′ 17″ O  |
| Juízo de Execução de Silves                                       |        | Tribunal Judicial da Comarca de Faro                                             | Silves                                                                    | Faro Algarve                                     | 37° 11′ 42″ N, 8° 25′ 58″ O  |
| Juízo de Execução de Sintra                                       |        | Tribunal Judicial da Comarca de Lisboa Oeste                                     | Sintra                                                                    | Lisboa                                           | 38° 48′ 19″ N, 9° 22′ 14″ O  |
| Juízo de Execução de Soure                                        |        | Tribunal Judicial da Comarca de Coimbra                                          | Soure                                                                     | Soure                                            | 40° 03′ 34″ N, 8° 37′ 26″ O  |
| Juízo de Execução de Vila Nova de Famalicão                       |        | Tribunal Judicial da Comarca de Braga                                            | Vila Nova de Famalicão e Calendário                                       | Vila Nova de Famalicão                           | 41° 25′ 09″ N, 8° 31′ 01″ O  |
| Juízo de Execução de Viseu                                        |        | Tribunal Judicial da Comarca de Viseu                                            | Viseu                                                                     | Viseu                                            | 40° 39′ 59″ N, 7° 55′ 04″ O  |
| Juízo de Execução de Águeda                                       |        | Tribunal Judicial da Comarca de Aveiro                                           | Águeda e Borralha                                                         | Águeda                                           | 40° 34′ 24″ N, 8° 26′ 45″ O  |
| Juízo de Execução do Entroncamento                                |        | Tribunal Judicial da Comarca de Santarém                                         | São João Baptista                                                         | Entroncamento                                    | 39° 27′ 39″ N, 8° 27′ 55″ O  |
| Juízo de Execução do Funchal                                      |        | Tribunal Judicial da Comarca da Madeira                                          | São Pedro                                                                 | Funchal                                          | 32° 39′ 02″ N, 16° 54′ 32″ O |
| Juízo de Execução do Porto                                        |        | Tribunal Judicial da Comarca do Porto                                            | Cedofeita, Santo Ildefonso, Sé, Miragaia, São Nicolau e Vitória           | Porto                                            | 41° 08′ 43″ N, 8° 37′ 04″ O  |
| Juízo de Família e Menores da Amadora                             |        | Tribunal Judicial da Comarca de Lisboa Oeste                                     | Alfragide                                                                 | Amadora                                          | 38° 44′ 21″ N, 9° 13′ 32″ O  |
| Juízo de Família e Menores da Covilhã                             |        | Tribunal Judicial da Comarca de Castelo Branco                                   | Covilhã e Canhoso                                                         | Covilhã                                          | 40° 16′ 37″ N, 7° 29′ 53″ O  |
| Juízo de Família e Menores da Figueira da Foz                     |        | Tribunal Judicial da Comarca de Coimbra                                          | Buarcos e São Julião                                                      | Figueira da Foz                                  | 40° 08′ 58″ N, 8° 51′ 38″ O  |
| Juízo de Família e Menores de Abrantes                            |        | Tribunal Judicial da Comarca de Santarém                                         | Abrantes (São Vicente e São João) e Alferrarede                           | Abrantes                                         | 39° 27′ 34″ N, 8° 11′ 59″ O  |
| Juízo de Família e Menores de Almada                              |        | Tribunal Judicial da Comarca de Lisboa                                           | Almada, Cova da Piedade, Pragal e Cacilhas                                | Almada                                           | 38° 40′ 14″ N, 9° 10′ 10″ O  |
| Juízo de Família e Menores de Aveiro                              |        | Tribunal Judicial da Comarca de Aveiro                                           | Glória e Vera Cruz                                                        | Aveiro                                           | 40° 38′ 18″ N, 8° 39′ 04″ O  |
| Juízo de Família e Menores de Barcelos                            |        | Tribunal Judicial da Comarca de Braga                                            | Barcelos, Vila Boa e Vila Frescainha (São Martinho e São Pedro)           | Barcelos                                         | 41° 31′ 49″ N, 8° 37′ 03″ O  |
| Juízo de Família e Menores de Beja                                |        | Tribunal Judicial da Comarca de Beja                                             | Ferreira do Alentejo e Canhestros                                         | Ferreira do Alentejo                             | 38° 03′ 21″ N, 8° 06′ 52″ O  |
| Juízo de Família e Menores de Braga                               |        | Tribunal Judicial da Comarca de Braga                                            | Braga (São José de São Lázaro e São João do Souto)                        | Braga                                            | 41° 33′ 09″ N, 8° 25′ 32″ O  |
| Juízo de Família e Menores de Caldas da Rainha                    |        | Tribunal Judicial da Comarca de Leiria                                           | Caldas da Rainha - Nossa Senhora do Pópulo, Coto e São Gregório           | Caldas da Rainha                                 | 39° 24′ 26″ N, 9° 08′ 11″ O  |
| Juízo de Família e Menores de Cascais                             |        | Tribunal Judicial da Comarca de Lisboa Oeste                                     | Cascais e Estoril                                                         | Cascais                                          | 38° 42′ 04″ N, 9° 25′ 40″ O  |
| Juízo de Família e Menores de Castelo Branco                      |        | Tribunal Judicial da Comarca de Castelo Branco                                   | Castelo Branco                                                            | Castelo Branco                                   |                              |
| Juízo de Família e Menores de Coimbra                             |        | Tribunal Judicial da Comarca de Coimbra                                          | Coimbra (Sé Nova, Santa Cruz, Almedina e São Bartolomeu)                  | Coimbra                                          |                              |
| Juízo de Família e Menores de Fafe                                |        | Tribunal Judicial da Comarca de Braga                                            | Fafe                                                                      | Fafe                                             | 41° 27′ 02″ N, 8° 10′ 08″ O  |
| Juízo de Família e Menores de Faro                                |        | Tribunal Judicial da Comarca de Faro                                             | Faro (Sé e São Pedro)                                                     | Faro                                             | 37° 01′ 00″ N, 7° 55′ 33″ O  |
| Juízo de Família e Menores de Gondomar                            |        | Tribunal Judicial da Comarca do Porto                                            | Gondomar (São Cosme), Valbom e Jovim                                      | Gondomar                                         | 41° 08′ 26″ N, 8° 32′ 13″ O  |
| Juízo de Família e Menores de Guimarães                           |        | Tribunal Judicial da Comarca de Braga                                            | Creixomil                                                                 | Guimarães                                        | 41° 26′ 15″ N, 8° 18′ 57″ O  |
| Juízo de Família e Menores de Lamego                              |        | Tribunal Judicial da Comarca de Viseu                                            | Lamego (Almacave e Sé)                                                    | Lamego                                           | 41° 05′ 53″ N, 7° 48′ 24″ O  |
| Juízo de Família e Menores de Lisboa                              |        | Tribunal Judicial da Comarca de Lisboa                                           | Parque das Nações                                                         | Lisboa                                           | 38° 46′ 27″ N, 9° 05′ 45″ O  |
| Juízo de Família e Menores de Loures                              |        | Tribunal Judicial da Comarca de Lisboa Norte                                     | Loures                                                                    | Loures                                           | 38° 49′ 33″ N, 9° 09′ 47″ O  |
| Juízo de Família e Menores de Mafra                               |        | Tribunal Judicial da Comarca de Lisboa Oeste                                     | Mafra                                                                     | Mafra                                            | 38° 56′ 22″ N, 9° 19′ 41″ O  |
| Juízo de Família e Menores de Matosinhos                          |        | Tribunal Judicial da Comarca do Porto                                            | Matosinhos e Leça da Palmeira                                             | Matosinhos                                       | 41° 11′ 04″ N, 8° 40′ 38″ O  |
| Juízo de Família e Menores de Paredes                             |        | Tribunal Judicial da Comarca do Porto Este                                       | Paredes                                                                   | Paredes                                          | 41° 12′ 26″ N, 8° 19′ 57″ O  |
| Juízo de Família e Menores de Pombal                              |        | Tribunal Judicial da Comarca de Leiria                                           | Pombal                                                                    | Pombal                                           | 39° 54′ 58″ N, 8° 37′ 38″ O  |
| Juízo de Família e Menores de Ponta Delgada                       |        | Tribunal Judicial da Comarca dos Açores                                          | Ponta Delgada (São José)                                                  | Ponta Delgada                                    | 37° 44′ 20″ N, 25° 40′ 18″ O |
| Juízo de Família e Menores de Portimão                            |        | Tribunal Judicial da Comarca de Faro                                             | Portimão                                                                  | Portimão                                         | 37° 08′ 01″ N, 8° 32′ 17″ O  |
| Juízo de Família e Menores de Santa Maria da Feira                |        | Tribunal Judicial da Comarca de Aveiro                                           | Santa Maria da Feira, Travanca, Sanfins e Espargo                         | Santa Maria da Feira                             | 40° 55′ 44″ N, 8° 32′ 47″ O  |
| Juízo de Família e Menores de Santarém                            |        | Tribunal Judicial da Comarca de Santarém                                         | União de Freguesias da cidade de Santarém                                 | Santarém                                         | 39° 14′ 20″ N, 8° 41′ 09″ O  |
| Juízo de Família e Menores de Santiago do Cacém                   |        | Tribunal Judicial da Comarca de Setúbal                                          | Santiago do Cacém, Santa Cruz e São Bartolomeu da Serra                   | Santiago do Cacém                                |                              |
| Juízo de Família e Menores de Santo Tirso                         |        | Tribunal Judicial da Comarca do Porto                                            | Santo Tirso, Couto (Santa Cristina e São Miguel) e Burgães                | Santo Tirso                                      | 41° 20′ 27″ N, 8° 28′ 39″ O  |
| Juízo de Família e Menores de Setúbal                             |        | Tribunal Judicial da Comarca de Setúbal                                          | Setúbal (São Julião, Nossa Senhora da Anunciada e Santa Maria da Graça)   | Setúbal                                          | 38° 31′ 19″ N, 8° 53′ 32″ O  |
| Juízo de Família e Menores de Sintra                              |        | Tribunal Judicial da Comarca de Lisboa Oeste                                     | Sintra (Santa Maria e São Miguel, São Martinho e São Pedro de Penaferrim) | Sintra                                           | 38° 48′ 19″ N, 9° 22′ 14″ O  |
| Juízo de Família e Menores de São João da Madeira                 |        | Tribunal Judicial da Comarca de Aveiro                                           | São João da Madeira                                                       | São João da Madeira                              | 40° 53′ 52″ N, 8° 29′ 26″ O  |
| Juízo de Família e Menores de Tomar                               |        | Tribunal Judicial da Comarca de Santarém                                         | Tomar (São João Baptista) e Santa Maria dos Olivais                       | Tomar                                            | 39° 36′ 03″ N, 8° 24′ 50″ O  |
| Juízo de Família e Menores de Torres Vedras                       |        | Tribunal Judicial da Comarca de Lisboa Norte                                     | Santa Maria, São Pedro e Matacães                                         | Torres Vedras                                    | 39° 05′ 25″ N, 9° 15′ 42″ O  |
| Juízo de Família e Menores de Viana do Castelo                    |        | Tribunal Judicial da Comarca de Viana do Castelo                                 | Viana do Castelo (Santa Maria Maior e Monserrate) e Meadela               | Viana do Castelo                                 | 41° 41′ 27″ N, 8° 49′ 39″ O  |
| Juízo de Família e Menores de Vila Franca de Xira                 |        | Tribunal Judicial da Comarca de Lisboa Norte                                     | Vila Franca de Xira                                                       | Vila Franca de Xira                              | 38° 57′ 22″ N, 8° 59′ 20″ O  |
| Juízo de Família e Menores de Vila Nova de Famalicão              |        | Tribunal Judicial da Comarca de Braga                                            | Vila Nova de Famalicão e Calendário                                       | Vila Nova de Famalicão                           | 41° 25′ 09″ N, 8° 31′ 01″ O  |
| Juízo de Família e Menores de Vila Nova de Gaia                   |        | Tribunal Judicial da Comarca do Porto                                            | Santa Marinha e São Pedro da Afurada                                      | Vila Nova de Gaia                                | 41° 07′ 45″ N, 8° 36′ 37″ O  |
| Juízo de Família e Menores de Vila do Conde                       |        | Tribunal Judicial da Comarca do Porto                                            | Vila do Conde                                                             | Vila do Conde                                    | 41° 21′ 09″ N, 8° 44′ 48″ O  |
| Juízo de Família e Menores de Viseu                               |        | Tribunal Judicial da Comarca de Viseu                                            | Viseu                                                                     | Viseu                                            | 40° 39′ 59″ N, 7° 55′ 04″ O  |
| Juízo de Família e Menores de Évora                               |        | Tribunal Judicial da Comarca de Évora                                            | Évora (São Mamede, Sé, São Pedro e Santo Antão)                           | Évora                                            | 38° 34′ 15″ N, 7° 54′ 19″ O  |
| Juízo de Família e Menores do Barreiro                            |        | Tribunal Judicial da Comarca de Lisboa                                           | Barreiro e Lavradio                                                       | Barreiro                                         | 38° 39′ 25″ N, 9° 04′ 01″ O  |
| Juízo de Família e Menores do Funchal                             |        | Tribunal Judicial da Comarca da Madeira                                          | São Pedro                                                                 | Funchal                                          | 32° 39′ 02″ N, 16° 54′ 32″ O |
| Juízo de Família e Menores do Porto                               |        | Tribunal Judicial da Comarca do Porto                                            | Cedofeita, Santo Ildefonso, Sé, Miragaia, São Nicolau e Vitória           | Porto                                            | 41° 09′ 33″ N, 8° 37′ 11″ O  |
| Juízo de Família e Menores do Seixal                              |        | Tribunal Judicial da Comarca de Lisboa                                           | Seixal, Arrentela e Aldeia de Paio Pires                                  | Seixal                                           | 38° 38′ 20″ N, 9° 06′ 06″ O  |
| Juízo de Instrução Criminal de Almada                             |        | Tribunal Judicial da Comarca de Lisboa                                           | Almada, Cova da Piedade, Pragal e Cacilhas                                | Almada                                           | 38° 40′ 14″ N, 9° 10′ 10″ O  |
| Juízo de Instrução Criminal de Aveiro                             |        | Tribunal Judicial da Comarca de Aveiro                                           | Glória e Vera Cruz                                                        | Aveiro                                           | 40° 38′ 23″ N, 8° 39′ 08″ O  |
| Juízo de Instrução Criminal de Braga                              |        | Tribunal Judicial da Comarca de Braga                                            | Braga (São Vítor)                                                         | Braga                                            | 41° 32′ 55″ N, 8° 24′ 45″ O  |
| Juízo de Instrução Criminal de Cascais                            |        | Tribunal Judicial da Comarca de Lisboa Oeste                                     | Cascais e Estoril                                                         | Cascais                                          | 38° 42′ 04″ N, 9° 25′ 40″ O  |
| Juízo de Instrução Criminal de Coimbra                            |        | Tribunal Judicial da Comarca de Coimbra                                          | Coimbra (Sé Nova, Santa Cruz, Almedina e São Bartolomeu)                  | Coimbra                                          | 40° 12′ 52″ N, 8° 25′ 55″ O  |
| Juízo de Instrução Criminal de Faro                               |        | Tribunal Judicial da Comarca de Faro                                             | Faro (Sé e São Pedro)                                                     | Faro                                             | 37° 01′ 00″ N, 7° 55′ 33″ O  |
| Juízo de Instrução Criminal de Guimarães                          |        | Tribunal Judicial da Comarca de Braga                                            | Oliveira, São Paio e São Sebastião                                        | Guimarães                                        | 41° 26′ 40″ N, 8° 17′ 26″ O  |
| Juízo de Instrução Criminal de Leiria                             |        | Tribunal Judicial da Comarca de Leiria                                           | Leiria, Pousos, Barreira e Cortes                                         | Leiria                                           | 39° 44′ 26″ N, 8° 48′ 34″ O  |
| Juízo de Instrução Criminal de Lisboa                             |        | Tribunal Judicial da Comarca de Lisboa                                           | Parque das Nações                                                         | Lisboa                                           | 38° 46′ 24″ N, 9° 05′ 48″ O  |
| Juízo de Instrução Criminal de Loures                             |        | Tribunal Judicial da Comarca de Lisboa Norte                                     | Loures                                                                    | Loures                                           | 38° 49′ 33″ N, 9° 09′ 47″ O  |
| Juízo de Instrução Criminal de Marco de Canaveses                 |        | Tribunal Judicial da Comarca do Porto Este                                       | Marco                                                                     | Marco de Canaveses                               | 41° 11′ 02″ N, 8° 08′ 58″ O  |
| Juízo de Instrução Criminal de Matosinhos                         |        | Tribunal Judicial da Comarca do Porto                                            | Matosinhos e Leça da Palmeira                                             | Matosinhos                                       | 41° 11′ 04″ N, 8° 40′ 38″ O  |
| Juízo de Instrução Criminal de Ponta Delgada                      |        | Tribunal Judicial da Comarca dos Açores                                          | Ponta Delgada (São José)                                                  | Ponta Delgada                                    | 37° 44′ 22″ N, 25° 40′ 16″ O |
| Juízo de Instrução Criminal de Portimão                           |        | Tribunal Judicial da Comarca de Faro                                             | Portimão                                                                  | Portimão                                         | 37° 08′ 01″ N, 8° 32′ 17″ O  |
| Juízo de Instrução Criminal de Santa Maria da Feira               |        | Tribunal Judicial da Comarca de Aveiro                                           | Santa Maria da Feira, Travanca, Sanfins e Espargo                         | Santa Maria da Feira                             | 40° 55′ 44″ N, 8° 32′ 47″ O  |
| Juízo de Instrução Criminal de Setúbal                            |        | Tribunal Judicial da Comarca de Setúbal                                          |                                                                           |                                                  |                              |
| Juízo de Instrução Criminal de Sintra                             |        | Tribunal Judicial da Comarca de Lisboa Oeste                                     | Sintra (Santa Maria e São Miguel, São Martinho e São Pedro de Penaferrim) | Sintra                                           | 38° 48′ 19″ N, 9° 22′ 14″ O  |
| Juízo de Instrução Criminal de Viana do Castelo                   |        | Tribunal Judicial da Comarca de Viana do Castelo                                 | Viana do Castelo (Santa Maria Maior e Monserrate) e Meadela               | Viana do Castelo                                 | 41° 41′ 39″ N, 8° 49′ 50″ O  |
| Juízo de Instrução Criminal de Viseu                              |        | Tribunal Judicial da Comarca de Viseu                                            | Viseu                                                                     | Viseu                                            | 40° 39′ 59″ N, 7° 55′ 04″ O  |
| Juízo de Instrução Criminal de Águeda                             |        | Tribunal Judicial da Comarca de Aveiro                                           | Águeda e Borralha                                                         | Águeda                                           | 40° 34′ 24″ N, 8° 26′ 45″ O  |
| Juízo de Instrução Criminal de Évora                              |        | Tribunal Judicial da Comarca de Évora                                            | Évora (São Mamede, Sé, São Pedro e Santo Antão)                           | Évora                                            | 38° 34′ 32″ N, 7° 54′ 20″ O  |
| Juízo de Instrução Criminal do Barreiro                           |        | Tribunal Judicial da Comarca de Lisboa                                           | Barreiro e Lavradio                                                       | Barreiro                                         | 38° 39′ 25″ N, 9° 04′ 01″ O  |
| Juízo de Instrução Criminal do Funchal                            |        | Tribunal Judicial da Comarca da Madeira                                          | São Pedro                                                                 | Funchal                                          | 32° 39′ 02″ N, 16° 54′ 32″ O |
| Juízo de Instrução Criminal do Porto                              |        | Tribunal Judicial da Comarca do Porto                                            | Cedofeita, Santo Ildefonso, Sé, Miragaia, São Nicolau e Vitória           | Porto                                            | 41° 09′ 12″ N, 8° 36′ 37″ O  |
| Juízo de Proximidade da Golegã                                    |        | Tribunal Judicial da Comarca de Santarém                                         | Golegã                                                                    | Golegã                                           | 39° 24′ 08″ N, 8° 29′ 22″ O  |
| Juízo de Proximidade da Meda                                      |        | Tribunal Judicial da Comarca da Guarda                                           | Mêda, Outeiro de Gatos e Fonte Longa                                      | Mêda                                             |                              |
| Juízo de Proximidade da Povoação                                  |        | Tribunal Judicial da Comarca dos Açores                                          | Povoação                                                                  | Povoação                                         |                              |
| Juízo de Proximidade de Alcanena                                  |        | Tribunal Judicial da Comarca de Santarém                                         | Alcanena                                                                  | Alcanena e Vila Moreira                          |                              |
| Juízo de Proximidade de Alcácer do Sal                            |        | Tribunal Judicial da Comarca de Setúbal                                          | Alcácer do Sal (Santa Maria do Castelo e Santiago) e Santa Susana         | Alcácer do Sal                                   | 38° 22′ 13″ N, 8° 30′ 07″ O  |
| Juízo de Proximidade de Alfândega da Fé                           |        | Tribunal Judicial da Comarca de Bragança                                         | Alfândega da Fé                                                           | Alfândega da Fé                                  | 41° 20′ 31″ N, 6° 57′ 42″ O  |
| Juízo de Proximidade de Alvaiázere                                |        | Tribunal Judicial da Comarca de Leiria                                           | Alvaiázere                                                                | Alvaiázere                                       | 39° 49′ 20″ N, 8° 22′ 44″ O  |
| Juízo de Proximidade de Ansião                                    |        | Tribunal Judicial da Comarca de Leiria                                           | Ansião                                                                    | Ansião                                           | 39° 54′ 30″ N, 8° 26′ 15″ O  |
| Juízo de Proximidade de Armamar                                   |        | Tribunal Judicial da Comarca de Viseu                                            | Armamar                                                                   | Armamar                                          | 41° 06′ 33″ N, 7° 41′ 27″ O  |
| Juízo de Proximidade de Arraiolos                                 |        | Tribunal Judicial da Comarca de Évora                                            | Arraiolos                                                                 | Arraiolos                                        | 38° 43′ 31″ N, 7° 59′ 06″ O  |
| Juízo de Proximidade de Avis                                      |        | Tribunal Judicial da Comarca de Portalegre                                       | Avis                                                                      | Avis                                             |                              |
| Juízo de Proximidade de Boticas                                   |        | Tribunal Judicial da Comarca de Vila Real                                        | Boticas e Granja                                                          | Boticas                                          | 41° 41′ 15″ N, 7° 40′ 06″ O  |
| Juízo de Proximidade de Carrazeda de Ansiães                      |        | Tribunal Judicial da Comarca de Bragança                                         | Carrazeda de Ansiães                                                      | Carrazeda de Ansiães                             |                              |
| Juízo de Proximidade de Castelo de Vide                           |        | Tribunal Judicial da Comarca de Portalegre                                       | Santa Maria da Devesa                                                     | Castelo de Vide                                  |                              |
| Juízo de Proximidade de Ferreira do Zêzere                        |        | Tribunal Judicial da Comarca de Santarém Tribunal Judicial de Ferreira do Zêzere | Ferreira do Zêzere                                                        | Ferreira do Zêzere                               | 39° 41′ 36″ N, 8° 17′ 31″ O  |
| Juízo de Proximidade de Fornos de Algodres                        |        | Tribunal Judicial da Comarca da Guarda                                           | Fornos de Algodres                                                        | Fornos de Algodres                               |                              |
| Juízo de Proximidade de Mação                                     |        | Tribunal Judicial da Comarca de Santarém                                         | Mação, Penhascoso e Aboboreira                                            | Mação                                            | 39° 33′ 27″ N, 7° 59′ 57″ O  |
| Juízo de Proximidade de Mesão Frio                                |        | Tribunal Judicial da Comarca de Vila Real                                        | Mesão Frio (Santo André)                                                  | Mesão Frio                                       | 41° 09′ 32″ N, 7° 53′ 29″ O  |
| Juízo de Proximidade de Mira                                      |        | Tribunal Judicial da Comarca de Coimbra                                          | Mira                                                                      | Mira                                             | 40° 25′ 41″ N, 8° 44′ 12″ O  |
| Juízo de Proximidade de Monchique                                 |        | Tribunal Judicial da Comarca de Faro                                             | Monchique                                                                 | Monchique                                        | 37° 19′ 12″ N, 8° 33′ 23″ O  |
| Juízo de Proximidade de Mondim de Basto                           |        | Tribunal Judicial da Comarca de Vila Real                                        | São Cristóvão de Mondim de Basto                                          | Mondim de Basto                                  | 41° 24′ 39″ N, 7° 57′ 08″ O  |
| Juízo de Proximidade de Murça                                     |        | Tribunal Judicial da Comarca de Vila Real                                        | Murça                                                                     | Murça                                            | 41° 24′ 24″ N, 7° 27′ 07″ O  |
| Juízo de Proximidade de Mértola                                   |        | Tribunal Judicial da Comarca de Beja                                             | Mértola                                                                   | Mértola                                          | 37° 38′ 27″ N, 7° 39′ 44″ O  |
| Juízo de Proximidade de Penamacor                                 |        | Tribunal Judicial da Comarca de Castelo Branco                                   | Penamacor                                                                 | Penamacor                                        |                              |
| Juízo de Proximidade de Penela                                    |        | Tribunal Judicial da Comarca de Coimbra                                          | São Miguel, Santa Eufémia e Rabaçal                                       | Penela                                           | 40° 01′ 47″ N, 8° 23′ 24″ O  |
| Juízo de Proximidade de Portel                                    |        |                                                                                  | Portel                                                                    | Portel                                           | 38° 18′ 23″ N, 7° 42′ 29″ O  |
| Juízo de Proximidade de Resende                                   |        | Tribunal Judicial da Comarca de Viseu                                            | Resende                                                                   | Resende                                          | 41° 06′ 23″ N, 7° 57′ 57″ O  |
| Juízo de Proximidade de Sabrosa                                   |        | Tribunal Judicial da Comarca de Vila Real                                        | Sabrosa                                                                   | Sabrosa                                          |                              |
| Juízo de Proximidade de Sever do Vouga                            |        | Tribunal Judicial da Comarca de Aveiro                                           | Sever do Vouga                                                            | Sever do Vouga                                   | 40° 43′ 59″ N, 8° 22′ 07″ O  |
| Juízo de Proximidade de Sines                                     |        | Tribunal Judicial da Comarca de Setúbal                                          | Sines                                                                     | Sines                                            | 37° 57′ 30″ N, 8° 52′ 02″ O  |
| Juízo de Proximidade de São João da Pesqueira                     |        | Tribunal Judicial da Comarca de Viseu                                            | São João da Pesqueira e Várzea de Trevões                                 | São João da Pesqueira                            | 41° 08′ 45″ N, 7° 24′ 08″ O  |
| Juízo de Proximidade de São Vicente                               |        | Tribunal Judicial da Comarca da Madeira                                          | São Vicente                                                               | São Vicente                                      |                              |
| Juízo de Proximidade de Tabuaço                                   |        | Tribunal Judicial da Comarca de Viseu                                            | Tabuaço                                                                   | Tabuaço                                          | 41° 06′ 59″ N, 7° 34′ 06″ O  |
| Juízo de Proximidade de Vimioso                                   |        | Tribunal Judicial da Comarca de Bragança                                         | Vimioso                                                                   | Vimioso                                          | 41° 35′ 02″ N, 6° 31′ 50″ O  |
| Juízo de Proximidade de Vinhais                                   |        | Tribunal Judicial da Comarca de Bragança                                         | Vinhais                                                                   | Vinhais                                          | 41° 50′ 11″ N, 7° 00′ 01″ O  |
| Juízo de Proximidade de Vouzela                                   |        | Tribunal Judicial da Comarca de Viseu                                            | Vouzela e Paços de Vilharigues                                            | Vouzela                                          | 40° 43′ 26″ N, 8° 06′ 48″ O  |
| Juízo de Proximidade do Bombarral                                 |        | Tribunal Judicial da Comarca de Leiria Tribunal Judicial do Bombarral            | Bombarral e Vale Covo                                                     | Bombarral                                        | 39° 16′ 05″ N, 9° 09′ 19″ O  |
| Juízo de Proximidade do Cadaval                                   |        | Tribunal Judicial da Comarca de Lisboa Norte                                     | Cadaval e Pêro Moniz                                                      | Cadaval                                          | 39° 14′ 19″ N, 9° 06′ 05″ O  |
| Juízo de Proximidade do Nordeste                                  |        | Tribunal Judicial da Comarca dos Açores                                          | Nordeste                                                                  | Nordeste                                         |                              |
| Juízo de Proximidade do Sabugal                                   |        | Tribunal Judicial da Comarca da Guarda                                           | Sabugal e Aldeia de Santo António                                         | Sabugal                                          | 40° 21′ 00″ N, 7° 05′ 25″ O  |
| Juízo de Trabalho de Castelo Branco                               |        | Tribunal Judicial da Comarca de Castelo Branco                                   | Castelo Branco                                                            | Castelo Branco                                   |                              |
| Juízo de Trabalho de Viseu                                        |        | Tribunal Judicial da Comarca de Viseu                                            | Viseu                                                                     | Viseu                                            | 40° 39′ 25″ N, 7° 54′ 54″ O  |
| Juízo do Trabalho da Covilhã                                      |        | Tribunal Judicial da Comarca de Castelo Branco                                   | Covilhã e Canhoso                                                         | Covilhã                                          | 40° 16′ 37″ N, 7° 29′ 53″ O  |
| Juízo do Trabalho da Figueira da Foz                              |        | Tribunal Judicial da Comarca de Coimbra                                          | Buarcos e São Julião                                                      | Figueira da Foz                                  | 40° 08′ 58″ N, 8° 51′ 38″ O  |
| Juízo do Trabalho da Guarda                                       |        | Tribunal Judicial da Comarca da Guarda                                           | Guarda                                                                    | Guarda                                           | 40° 32′ 12″ N, 7° 15′ 58″ O  |
| Juízo do Trabalho da Maia                                         |        | Tribunal Judicial da Comarca do Porto                                            | Cidade da Maia                                                            | Maia                                             | 41° 14′ 06″ N, 8° 37′ 23″ O  |
| Juízo do Trabalho de Aveiro                                       |        | Tribunal Judicial da Comarca de Aveiro                                           | Glória e Vera Cruz                                                        | Aveiro                                           | 40° 38′ 31″ N, 8° 39′ 04″ O  |
| Juízo do Trabalho de Barcelos                                     |        | Tribunal Judicial da Comarca de Braga                                            | Barcelos, Vila Boa e Vila Frescainha (São Martinho e São Pedro)           | Barcelos                                         | 41° 31′ 49″ N, 8° 37′ 03″ O  |
| Juízo do Trabalho de Beja                                         |        | Tribunal Judicial da Comarca de Beja                                             | Beja (Santiago Maior e São João Baptista)                                 | Beja                                             | 38° 00′ 49″ N, 7° 51′ 37″ O  |
| Juízo do Trabalho de Braga                                        |        | Tribunal Judicial da Comarca de Braga                                            | Braga (Maximinos, Sé e Cividade)                                          | Braga                                            | 41° 32′ 58″ N, 8° 25′ 38″ O  |
| Juízo do Trabalho de Bragança                                     |        | Tribunal Judicial da Comarca de Bragança                                         | Sé, Santa Maria e Meixedo                                                 | Bragança                                         | 41° 48′ 24″ N, 6° 45′ 33″ O  |
| Juízo do Trabalho de Caldas da Rainha                             |        | Tribunal Judicial da Comarca de Leiria                                           | Caldas da Rainha - Nossa Senhora do Pópulo, Coto e São Gregório           | Caldas da Rainha                                 | 39° 24′ 26″ N, 9° 08′ 11″ O  |
| Juízo do Trabalho de Cascais                                      |        | Tribunal Judicial da Comarca de Lisboa Oeste                                     | Cascais e Estoril                                                         | Cascais                                          | 38° 42′ 04″ N, 9° 25′ 40″ O  |
| Juízo do Trabalho de Coimbra                                      |        | Tribunal Judicial da Comarca de Coimbra                                          | Coimbra (Sé Nova, Santa Cruz, Almedina e São Bartolomeu)                  | Coimbra                                          | 40° 12′ 48″ N, 8° 24′ 51″ O  |
| Juízo do Trabalho de Faro                                         |        | Tribunal Judicial da Comarca de Faro                                             | Faro (Sé e São Pedro)                                                     | Faro                                             | 37° 01′ 01″ N, 7° 55′ 33″ O  |
| Juízo do Trabalho de Guimarães                                    |        | Tribunal Judicial da Comarca de Braga                                            | Creixomil                                                                 | Guimarães                                        |                              |
| Juízo do Trabalho de Lamego                                       |        | Tribunal Judicial da Comarca de Viseu                                            | Lamego (Almacave e Sé)                                                    | Lamego                                           | 41° 05′ 41″ N, 7° 48′ 22″ O  |
| Juízo do Trabalho de Leiria                                       |        | Tribunal Judicial da Comarca de Leiria                                           | Leiria, Pousos, Barreira e Cortes                                         | Leiria                                           | 39° 44′ 24″ N, 8° 48′ 31″ O  |
| Juízo do Trabalho de Lisboa                                       |        | Tribunal Judicial da Comarca de Lisboa                                           | Campolide                                                                 | Lisboa                                           | 38° 43′ 57″ N, 9° 09′ 27″ O  |
| Juízo do Trabalho de Loures                                       |        | Tribunal Judicial da Comarca de Lisboa Norte                                     | Loures                                                                    | Loures                                           | 38° 49′ 33″ N, 9° 09′ 47″ O  |
| Juízo do Trabalho de Matosinhos                                   |        | Tribunal Judicial da Comarca do Porto                                            | Matosinhos e Leça da Palmeira                                             | Matosinhos                                       |                              |
| Juízo do Trabalho de Oliveira de Azeméis                          |        | Tribunal Judicial da Comarca de Aveiro                                           | Oliveira de Azeméis, Santiago da Riba-Ul, Ul, Macinhata da Seixa e Madail | Oliveira de Azeméis                              | 40° 50′ 16″ N, 8° 28′ 38″ O  |
| Juízo do Trabalho de Penafiel                                     |        | Tribunal Judicial da Comarca do Porto Este                                       | Penafiel                                                                  | Penafiel                                         | 41° 12′ 07″ N, 8° 17′ 18″ O  |
| Juízo do Trabalho de Ponta Delgada                                |        | Tribunal Judicial da Comarca dos Açores                                          | Ponta Delgada (São José)                                                  | Ponta Delgada                                    | 37° 44′ 20″ N, 25° 40′ 18″ O |
| Juízo do Trabalho de Portalegre                                   |        | Tribunal Judicial da Comarca de Portalegre                                       | Sé e São Lourenço                                                         | Portalegre                                       |                              |
| Juízo do Trabalho de Portimão                                     |        | Tribunal Judicial da Comarca de Faro                                             | Portimão                                                                  | Portimão                                         | 37° 08′ 01″ N, 8° 32′ 17″ O  |
| Juízo do Trabalho de Santa Maria da Feira                         |        | Tribunal Judicial da Comarca de Aveiro                                           | Santa Maria da Feira, Travanca, Sanfins e Espargo                         | Santa Maria da Feira                             | 40° 55′ 44″ N, 8° 32′ 47″ O  |
| Juízo do Trabalho de Santarém                                     |        | Tribunal Judicial da Comarca de Santarém                                         | União de Freguesias da cidade de Santarém                                 | Santarém                                         | 39° 14′ 20″ N, 8° 41′ 09″ O  |
| Juízo do Trabalho de Setúbal                                      |        | Tribunal Judicial da Comarca de Setúbal                                          | Setúbal (São Julião, Nossa Senhora da Anunciada e Santa Maria da Graça)   | Setúbal                                          | 38° 31′ 19″ N, 8° 53′ 32″ O  |
| Juízo do Trabalho de Sines                                        |        |                                                                                  | Sines                                                                     | Setúbal Alentejo Litoral                         |                              |
| Juízo do Trabalho de Sintra                                       |        | Tribunal Judicial da Comarca de Lisboa Oeste                                     | Sintra (Santa Maria e São Miguel, São Martinho e São Pedro de Penaferrim) | Sintra                                           | 38° 48′ 19″ N, 9° 22′ 14″ O  |
| Juízo do Trabalho de Tomar                                        |        | Tribunal Judicial da Comarca de Santarém                                         | Tomar (São João Baptista) e Santa Maria dos Olivais                       | Tomar                                            | 39° 36′ 03″ N, 8° 24′ 50″ O  |
| Juízo do Trabalho de Torres Vedras                                |        | Tribunal Judicial da Comarca de Lisboa Norte                                     | Cadaval e Pêro Moniz                                                      | Cadaval                                          | 39° 14′ 19″ N, 9° 06′ 05″ O  |
| Juízo do Trabalho de Valongo                                      |        | Tribunal Judicial da Comarca do Porto                                            | Valongo                                                                   | Valongo                                          | 41° 11′ 35″ N, 8° 29′ 42″ O  |
| Juízo do Trabalho de Viana do Castelo                             |        | Tribunal Judicial da Comarca de Viana do Castelo                                 | Viana do Castelo (Santa Maria Maior e Monserrate) e Meadela               | Viana do Castelo                                 | 41° 41′ 27″ N, 8° 49′ 39″ O  |
| Juízo do Trabalho de Vila Franca de Xira                          |        | Tribunal Judicial da Comarca de Lisboa Norte                                     | Vila Franca de Xira                                                       | Vila Franca de Xira                              | 38° 57′ 22″ N, 8° 59′ 20″ O  |
| Juízo do Trabalho de Vila Nova de Famalicão                       |        | Tribunal Judicial da Comarca de Braga                                            | Vila Nova de Famalicão e Calendário                                       | Vila Nova de Famalicão                           | 41° 25′ 09″ N, 8° 31′ 01″ O  |
| Juízo do Trabalho de Vila Nova de Gaia                            |        | Tribunal Judicial da Comarca do Porto                                            | Santa Marinha e São Pedro da Afurada                                      | Vila Nova de Gaia                                | 41° 07′ 45″ N, 8° 36′ 37″ O  |
| Juízo do Trabalho de Vila Real                                    |        | Tribunal Judicial da Comarca de Vila Real                                        | Vila Real                                                                 | Vila Real                                        | 41° 18′ 02″ N, 7° 44′ 28″ O  |
| Juízo do Trabalho de Águeda                                       |        | Tribunal Judicial da Comarca de Aveiro                                           | Águeda e Borralha                                                         | Águeda                                           | 40° 34′ 24″ N, 8° 26′ 43″ O  |
| Juízo do Trabalho de Évora                                        |        | Tribunal Judicial da Comarca de Évora                                            | Évora (São Mamede, Sé, São Pedro e Santo Antão)                           | Évora                                            | 38° 34′ 14″ N, 7° 54′ 51″ O  |
| Juízo do Trabalho do Barreiro                                     |        | Tribunal Judicial da Comarca de Lisboa                                           | Barreiro e Lavradio                                                       | Barreiro                                         | 38° 39′ 25″ N, 9° 04′ 01″ O  |
| Juízo do Trabalho do Funchal                                      |        | Tribunal Judicial da Comarca da Madeira                                          | Sé                                                                        | Funchal                                          | 32° 38′ 51″ N, 16° 54′ 56″ O |
| Juízo do Trabalho do Porto                                        |        | Tribunal Judicial da Comarca do Porto                                            | Cedofeita, Santo Ildefonso, Sé, Miragaia, São Nicolau e Vitória           | Porto                                            | 41° 08′ 43″ N, 8° 37′ 04″ O  |
| Supremo Tribunal Administrativo de Portugal                       |        |                                                                                  | Misericórdia                                                              | Lisboa                                           | 38° 42′ 52″ N, 9° 08′ 41″ O  |
| Supremo Tribunal de Justiça de Portugal                           |        |                                                                                  | Santa Maria Maior                                                         | Lisboa                                           | 38° 42′ 31″ N, 9° 08′ 11″ O  |
| Tribunal Administrativo de Círculo de Lisboa                      |        |                                                                                  | Parque das Nações                                                         | Lisboa                                           | 38° 46′ 26″ N, 9° 05′ 48″ O  |
| Tribunal Administrativo e Fiscal de Almada                        |        |                                                                                  | Almada, Cova da Piedade, Pragal e Cacilhas                                | Almada                                           | 38° 40′ 53″ N, 9° 09′ 27″ O  |
| Tribunal Administrativo e Fiscal de Aveiro                        |        |                                                                                  | Glória e Vera Cruz                                                        | Aveiro                                           | 40° 38′ 20″ N, 8° 39′ 13″ O  |
| Tribunal Administrativo e Fiscal de Beja                          |        |                                                                                  | Beja (Santiago Maior e São João Baptista)                                 | Beja                                             | 38° 00′ 37″ N, 7° 51′ 58″ O  |
| Tribunal Administrativo e Fiscal de Braga                         |        |                                                                                  | Braga (São Vítor)                                                         | Braga                                            | 41° 32′ 52″ N, 8° 25′ 11″ O  |
| Tribunal Administrativo e Fiscal de Castelo Branco                |        |                                                                                  | Castelo Branco                                                            | Castelo Branco                                   | 39° 49′ 11″ N, 7° 29′ 49″ O  |
| Tribunal Administrativo e Fiscal de Coimbra                       |        |                                                                                  | Coimbra (Sé Nova, Santa Cruz, Almedina e São Bartolomeu)                  | Coimbra                                          |                              |
| Tribunal Administrativo e Fiscal de Leiria                        |        |                                                                                  | Leiria, Pousos, Barreira e Cortes                                         | Leiria                                           | 39° 44′ 18″ N, 8° 48′ 07″ O  |
| Tribunal Administrativo e Fiscal de Loulé                         |        |                                                                                  | Loulé (São Clemente)                                                      | Loulé                                            | 37° 08′ 18″ N, 8° 01′ 03″ O  |
| Tribunal Administrativo e Fiscal de Mirandela                     |        |                                                                                  | Mirandela                                                                 | Mirandela                                        | 41° 29′ 12″ N, 7° 10′ 57″ O  |
| Tribunal Administrativo e Fiscal de Penafiel                      |        |                                                                                  | Penafiel                                                                  | Penafiel                                         | 41° 12′ 23″ N, 8° 17′ 05″ O  |
| Tribunal Administrativo e Fiscal de Ponta Delgada                 |        |                                                                                  | Ponta Delgada (São José)                                                  | Ponta Delgada                                    | 37° 44′ 22″ N, 25° 40′ 16″ O |
| Tribunal Administrativo e Fiscal de Sintra                        |        |                                                                                  | Sintra (Santa Maria e São Miguel, São Martinho e São Pedro de Penaferrim) | Sintra                                           | 38° 48′ 19″ N, 9° 22′ 14″ O  |
| Tribunal Administrativo e Fiscal de Viseu                         |        |                                                                                  | Viseu                                                                     | Viseu                                            | 40° 39′ 24″ N, 7° 54′ 54″ O  |
| Tribunal Administrativo e Fiscal do Funchal                       |        |                                                                                  | Sé                                                                        | Funchal                                          | 32° 39′ 01″ N, 16° 54′ 24″ O |
| Tribunal Administrativo e Fiscal do Porto                         |        |                                                                                  |                                                                           |                                                  | 41° 08′ 49″ N, 8° 35′ 55″ O  |
| Tribunal Central Administrativo Norte                             |        |                                                                                  |                                                                           |                                                  | 41° 08′ 53″ N, 8° 35′ 57″ O  |
| Tribunal Central Administrativo Sul                               |        |                                                                                  | Alvalade                                                                  | Lisboa                                           | 38° 44′ 36″ N, 9° 08′ 57″ O  |
| Tribunal Central de Instrução Criminal                            |        | Campus de Justiça de Lisboa                                                      | Parque das Nações                                                         | Lisboa                                           | 38° 46′ 22″ N, 9° 05′ 49″ O  |
| Tribunal Constitucional de Portugal                               |        |                                                                                  | Misericórdia                                                              | Lisboa                                           | 38° 42′ 51″ N, 9° 08′ 52″ O  |
| Tribunal Criminal do Porto                                        |        |                                                                                  | porto                                                                     |                                                  |                              |
| Tribunal Judicial da Comarca da Guarda                            |        |                                                                                  | Guarda                                                                    | Guarda                                           | 40° 32′ 12″ N, 7° 15′ 58″ O  |
| Tribunal Judicial da Comarca da Madeira                           |        |                                                                                  | São Pedro                                                                 | Funchal                                          | 32° 39′ 02″ N, 16° 54′ 32″ O |
| Tribunal Judicial da Comarca da Moita                             |        |                                                                                  | Moita                                                                     | Setúbal Área Metropolitana de Lisboa             | 38° 38′ 57″ N, 8° 59′ 20″ O  |
| Tribunal Judicial da Comarca de Aveiro                            |        |                                                                                  | Glória e Vera Cruz                                                        | Aveiro                                           | 40° 38′ 20″ N, 8° 39′ 14″ O  |
| Tribunal Judicial da Comarca de Beja                              |        |                                                                                  | Beja (Salvador e Santa Maria da Feira)                                    | Beja                                             | 38° 00′ 50″ N, 7° 51′ 40″ O  |
| Tribunal Judicial da Comarca de Braga                             |        |                                                                                  | Braga (São Vítor)                                                         | Braga                                            | 41° 32′ 55″ N, 8° 24′ 45″ O  |
| Tribunal Judicial da Comarca de Bragança                          |        |                                                                                  | Sé, Santa Maria e Meixedo                                                 | Bragança                                         | 41° 48′ 24″ N, 6° 45′ 33″ O  |
| Tribunal Judicial da Comarca de Cascais                           |        |                                                                                  | Cascais                                                                   | Lisboa                                           |                              |
| Tribunal Judicial da Comarca de Castelo Branco                    |        |                                                                                  | Castelo Branco                                                            | Castelo Branco                                   | 39° 49′ 26″ N, 7° 29′ 34″ O  |
| Tribunal Judicial da Comarca de Coimbra                           |        |                                                                                  | Coimbra (Sé Nova, Santa Cruz, Almedina e São Bartolomeu)                  | Coimbra                                          | 40° 12′ 52″ N, 8° 25′ 55″ O  |
| Tribunal Judicial da Comarca de Faro                              |        |                                                                                  | Faro (Sé e São Pedro)                                                     | Faro                                             | 37° 01′ 02″ N, 7° 55′ 44″ O  |
| Tribunal Judicial da Comarca de Leiria                            |        |                                                                                  | Leiria, Pousos, Barreira e Cortes                                         | Leiria                                           | 39° 44′ 26″ N, 8° 48′ 34″ O  |
| Tribunal Judicial da Comarca de Lisboa                            |        |                                                                                  | Campolide                                                                 | Lisboa                                           | 38° 43′ 57″ N, 9° 09′ 28″ O  |
| Tribunal Judicial da Comarca de Lisboa Norte                      |        |                                                                                  | Loures                                                                    | Loures                                           | 38° 49′ 34″ N, 9° 09′ 47″ O  |
| Tribunal Judicial da Comarca de Lisboa Oeste                      |        |                                                                                  | Sintra (Santa Maria e São Miguel, São Martinho e São Pedro de Penaferrim) | Sintra                                           | 38° 48′ 17″ N, 9° 22′ 18″ O  |
| Tribunal Judicial da Comarca de Mafra                             |        |                                                                                  | Mafra                                                                     | Lisboa Área Metropolitana de Lisboa              |                              |
| Tribunal Judicial da Comarca de Matosinhos                        |        |                                                                                  | Matosinhos                                                                | Distrito do Porto                                |                              |
| Tribunal Judicial da Comarca de Oeiras                            |        |                                                                                  | Oeiras                                                                    | Lisboa Área Metropolitana de Lisboa              |                              |
| Tribunal Judicial da Comarca de Portalegre                        |        |                                                                                  |                                                                           |                                                  |                              |
| Tribunal Judicial da Comarca de Santarém                          |        |                                                                                  | União de Freguesias da cidade de Santarém                                 | Santarém                                         | 39° 14′ 15″ N, 8° 41′ 15″ O  |
| Tribunal Judicial da Comarca de Setúbal                           |        |                                                                                  | Setúbal (São Julião, Nossa Senhora da Anunciada e Santa Maria da Graça)   | Setúbal                                          | 38° 31′ 19″ N, 8° 53′ 32″ O  |
| Tribunal Judicial da Comarca de Sintra                            |        |                                                                                  | Sintra                                                                    | Lisboa                                           |                              |
| Tribunal Judicial da Comarca de Soure                             |        |                                                                                  | Soure                                                                     | Coimbra Região de Coimbra                        |                              |
| Tribunal Judicial da Comarca de Viana do Castelo                  |        |                                                                                  | Viana do Castelo (Santa Maria Maior e Monserrate) e Meadela               | Viana do Castelo                                 | 41° 41′ 28″ N, 8° 49′ 39″ O  |
| Tribunal Judicial da Comarca de Vila Nova de Famalicão            |        |                                                                                  | Vila Nova de Famalicão                                                    | Braga Minho Ave                                  |                              |
| Tribunal Judicial da Comarca de Vila Real                         |        |                                                                                  | Vila Real                                                                 | Vila Real                                        | 41° 17′ 52″ N, 7° 44′ 45″ O  |
| Tribunal Judicial da Comarca de Viseu                             |        |                                                                                  | Viseu                                                                     | Viseu                                            | 40° 39′ 59″ N, 7° 55′ 04″ O  |
| Tribunal Judicial da Comarca de Águeda                            |        |                                                                                  | Águeda                                                                    | Aveiro                                           |                              |
| Tribunal Judicial da Comarca de Évora                             |        |                                                                                  | Évora (São Mamede, Sé, São Pedro e Santo Antão)                           | Évora                                            | 38° 34′ 15″ N, 7° 54′ 19″ O  |
| Tribunal Judicial da Comarca do Porto                             |        |                                                                                  | Cedofeita, Santo Ildefonso, Sé, Miragaia, São Nicolau e Vitória           | Porto                                            | 41° 08′ 43″ N, 8° 37′ 04″ O  |
| Tribunal Judicial da Comarca do Porto Este                        |        |                                                                                  | Penafiel                                                                  | Penafiel                                         | 41° 12′ 07″ N, 8° 17′ 18″ O  |
| Tribunal Judicial da Comarca do Seixal                            |        |                                                                                  | Seixal                                                                    | Setúbal Área Metropolitana de Lisboa             |                              |
| Tribunal Judicial da Comarca dos Açores                           |        |                                                                                  | Ponta Delgada (São José)                                                  | Ponta Delgada                                    | 37° 44′ 21″ N, 25° 40′ 16″ O |
| Tribunal Judicial da Marinha Grande                               |        |                                                                                  | Marinha Grande                                                            | Marinha Grande                                   | 39° 45′ 13″ N, 8° 55′ 57″ O  |
| Tribunal Judicial da Sertã                                        |        |                                                                                  | Sertã                                                                     | Castelo Branco Médio Tejo                        |                              |
| Tribunal Judicial de Arraiolos                                    |        |                                                                                  |                                                                           |                                                  |                              |
| Tribunal Judicial de Esposende                                    |        |                                                                                  | Esposende                                                                 | Braga Minho Cávado                               |                              |
| Tribunal Judicial de Ourém                                        |        |                                                                                  | Nossa Senhora da Piedade                                                  | Ourém                                            | 39° 39′ 26″ N, 8° 34′ 47″ O  |
| Tribunal Judicial de Penacova                                     |        |                                                                                  | Penacova                                                                  | Coimbra Região de Coimbra                        |                              |
| Tribunal Judicial de Pombal                                       |        |                                                                                  | Pombal                                                                    | Pombal                                           | 39° 54′ 58″ N, 8° 37′ 38″ O  |
| Tribunal Judicial de Santa Maria da Feira                         |        |                                                                                  | Santa Maria da Feira                                                      | Aveiro Douro Litoral Área Metropolitana do Porto |                              |
| Tribunal Judicial de Vila Nova de Gaia                            |        |                                                                                  | Vila Nova de Gaia                                                         | Distrito do Porto Douro Litoral                  |                              |
| Tribunal Judicial do Circulo de Santo Tirso                       |        |                                                                                  | Santo Tirso                                                               | Distrito do Porto                                |                              |
| Tribunal Marítimo                                                 |        |                                                                                  | Estrela                                                                   | Lisboa                                           | 38° 42′ 17″ N, 9° 10′ 14″ O  |
| Tribunal Tributário de Lisboa                                     |        |                                                                                  | Parque das Nações                                                         | Lisboa                                           | 38° 46′ 26″ N, 9° 05′ 47″ O  |
| Tribunal da Comarca de Porto de Mós                               |        |                                                                                  | Porto de Mós                                                              | Leiria Região de Leiria                          |                              |
| Tribunal da Concorrência, Regulação e Supervisão                  |        |                                                                                  | União de Freguesias da cidade de Santarém                                 | Santarém                                         | 39° 14′ 25″ N, 8° 41′ 10″ O  |
| Tribunal da Propriedade Intelectual                               |        |                                                                                  | Campolide                                                                 | Lisboa                                           | 38° 43′ 56″ N, 9° 09′ 26″ O  |
| Tribunal da Relação de Coimbra                                    |        |                                                                                  | Coimbra (Sé Nova, Santa Cruz, Almedina e São Bartolomeu)                  | Coimbra                                          | 40° 12′ 52″ N, 8° 25′ 56″ O  |
| Tribunal da Relação de Guimarães                                  |        |                                                                                  | Oliveira, São Paio e São Sebastião                                        | Guimarães                                        | 41° 26′ 34″ N, 8° 17′ 40″ O  |
| Tribunal da Relação de Lisboa                                     |        |                                                                                  | Santa Maria Maior                                                         | Lisboa                                           | 38° 42′ 27″ N, 9° 08′ 22″ O  |
| Tribunal da Relação de Évora                                      |        |                                                                                  | Évora (São Mamede, Sé, São Pedro e Santo Antão)                           | Évora                                            | 38° 34′ 03″ N, 7° 54′ 28″ O  |
| Tribunal da Relação do Porto                                      |        |                                                                                  | Cedofeita, Santo Ildefonso, Sé, Miragaia, São Nicolau e Vitória           | Porto                                            | 41° 08′ 43″ N, 8° 37′ 04″ O  |
| Tribunal de Contas (Portugal)                                     |        |                                                                                  | Avenidas Novas                                                            | Lisboa                                           | 38° 44′ 24″ N, 9° 08′ 48″ O  |
| Tribunal de Círculo de Santo Tirso                                |        |                                                                                  | Santo Tirso                                                               | Distrito do Porto                                |                              |
| Tribunal de Círculo de Vila do Conde                              |        |                                                                                  |                                                                           |                                                  |                              |
| Tribunal de Círculo do Barreiro                                   |        |                                                                                  | Barreiro                                                                  | Setúbal Área Metropolitana de Lisboa             |                              |
| Tribunal de Execução de Penas de Coimbra                          |        |                                                                                  | Coimbra (Sé Nova, Santa Cruz, Almedina e São Bartolomeu)                  | Coimbra                                          | 40° 12′ 50″ N, 8° 25′ 59″ O  |
| Tribunal de Execução de Penas de Évora                            |        |                                                                                  | Évora (São Mamede, Sé, São Pedro e Santo Antão)                           | Évora                                            | 38° 34′ 13″ N, 7° 54′ 52″ O  |
| Tribunal de Execução de Penas do Porto                            |        |                                                                                  | Cedofeita, Santo Ildefonso, Sé, Miragaia, São Nicolau e Vitória           | Porto                                            | 41° 09′ 19″ N, 8° 36′ 37″ O  |
| Tribunal de Instrução Criminal de Almada                          |        |                                                                                  | Almada                                                                    | Setúbal Área Metropolitana de Lisboa             |                              |
| Tribunal de Instrução Criminal de Beja                            |        |                                                                                  | Beja                                                                      | Beja Baixo Alentejo Alentejo                     |                              |
| Tribunal de Instrução Criminal de Lisboa                          |        |                                                                                  | Lisboa                                                                    | Lisboa                                           |                              |
| Tribunal de Instrução Criminal de Portimão                        |        |                                                                                  | Portimão                                                                  | Faro Algarve                                     |                              |

## Tribunais extintos
- Casa do Cível (até 1582)
- Casa da Suplicação (até 1833)
- Cúria Régia
- Desembargo do Paço (até 1833)
- Mesa da Consciência e Ordens (até 1833)
- Tribunal da Relação dos Açores (1832–1910)